# 訃報 2023年3月
訃報 2023年3月（ふほう 2023ねん3がつ）では、2023年3月に物故した、または物故が報じられた人物についてまとめる。

## 1日 - 15日

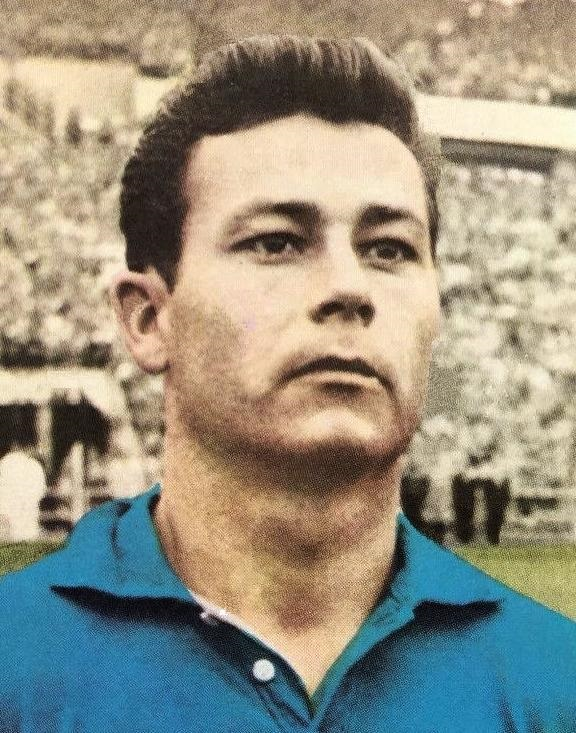
ジュスト・フォンテーヌ／3月1日没

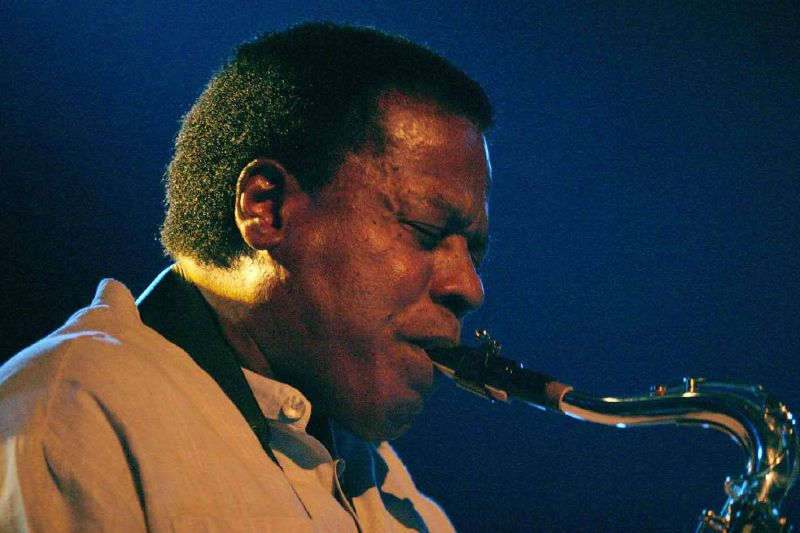
ウェイン・ショーター／3月2日没

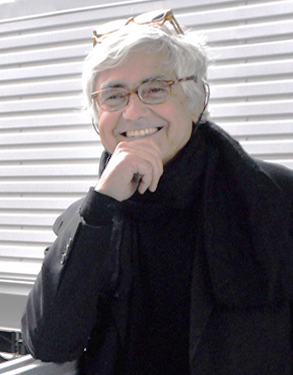
ラファエル・ヴィニオリ／3月2日没

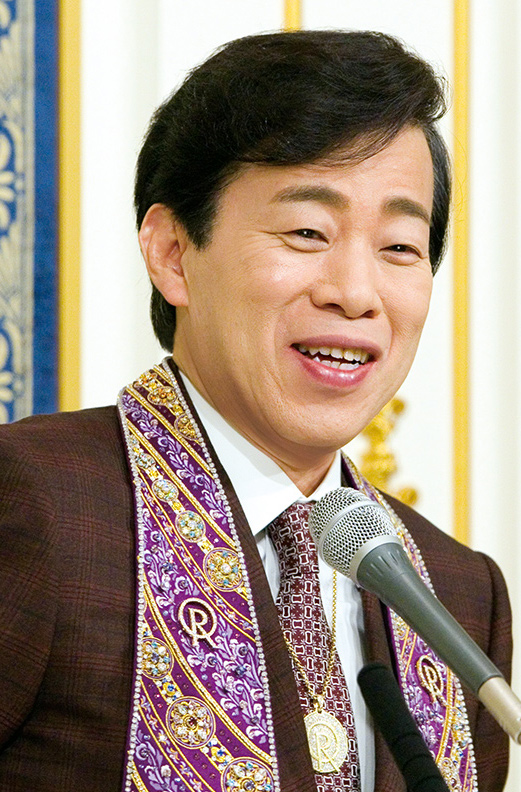
大川隆法／3月2日没

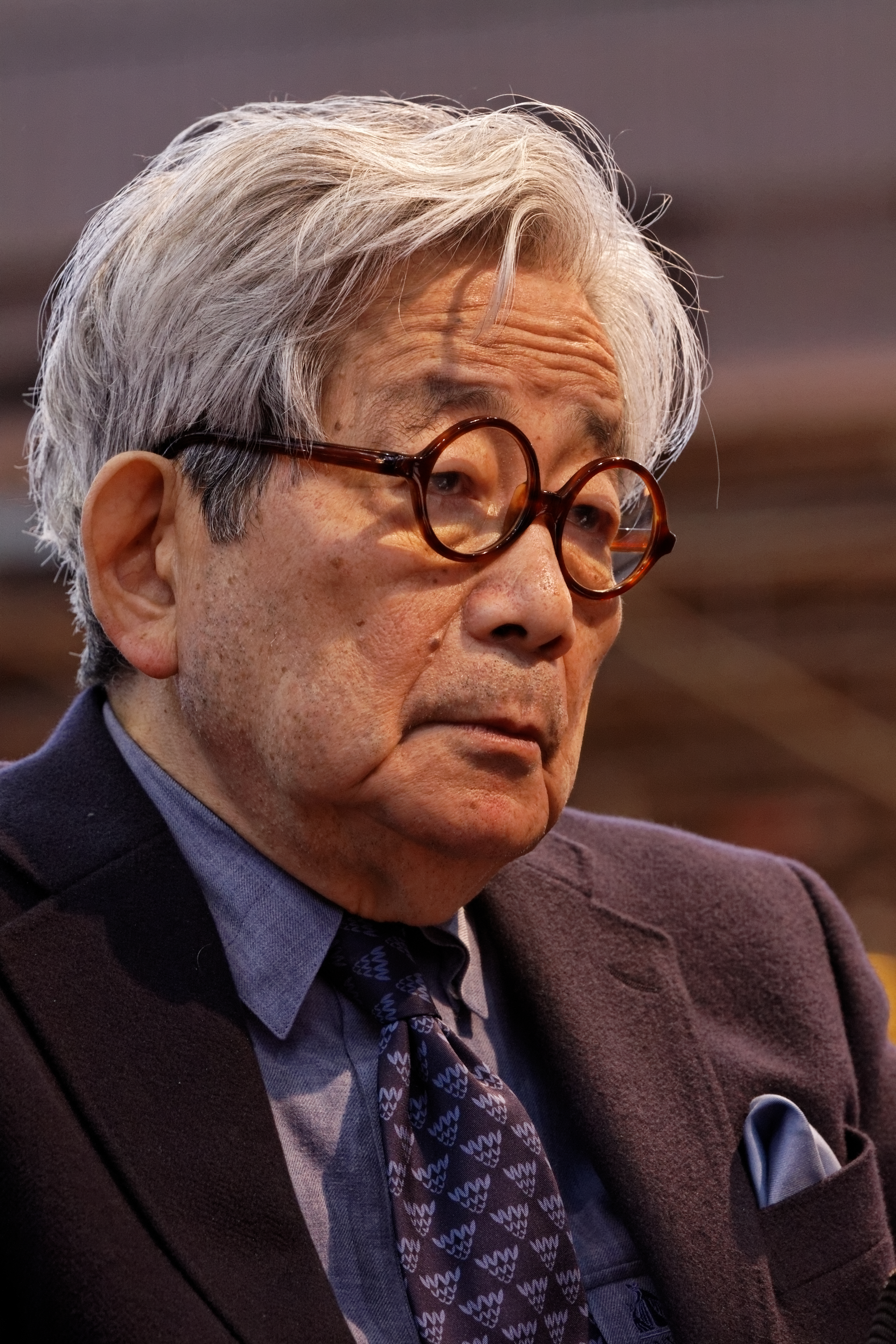
大江健三郎／3月3日没

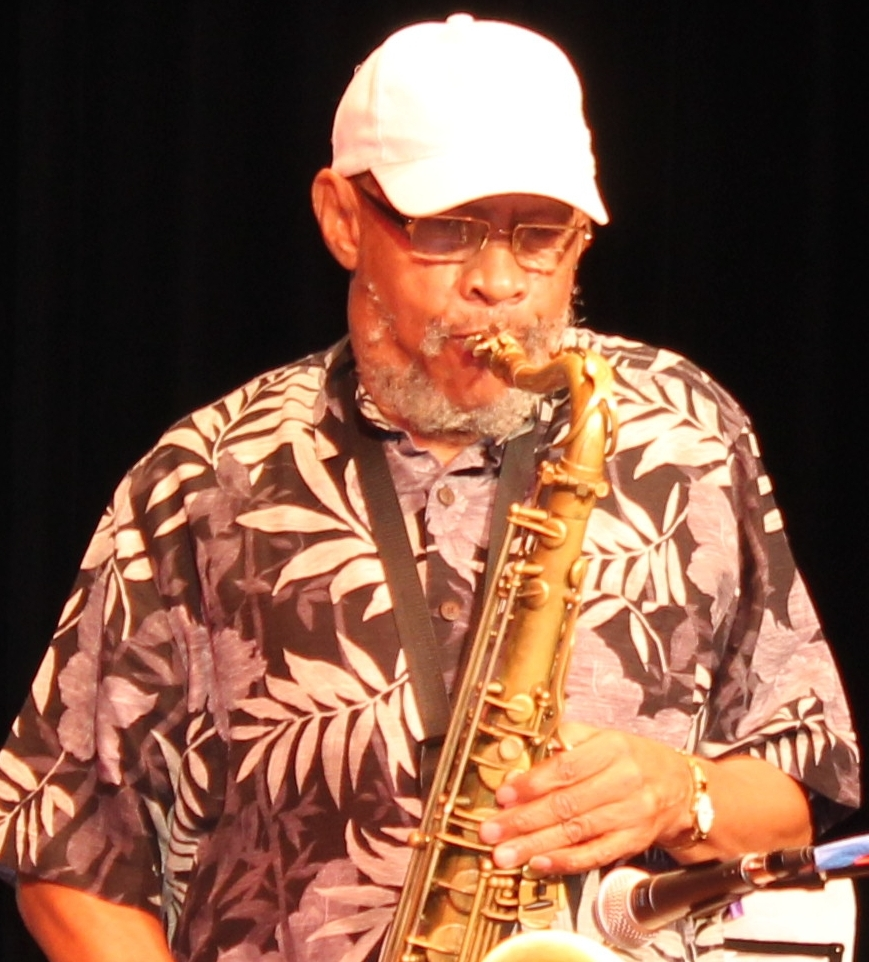
カルロス・ガーネット／3月3日没

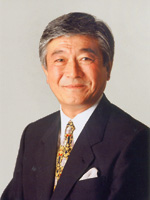
今井宏／3月3日没

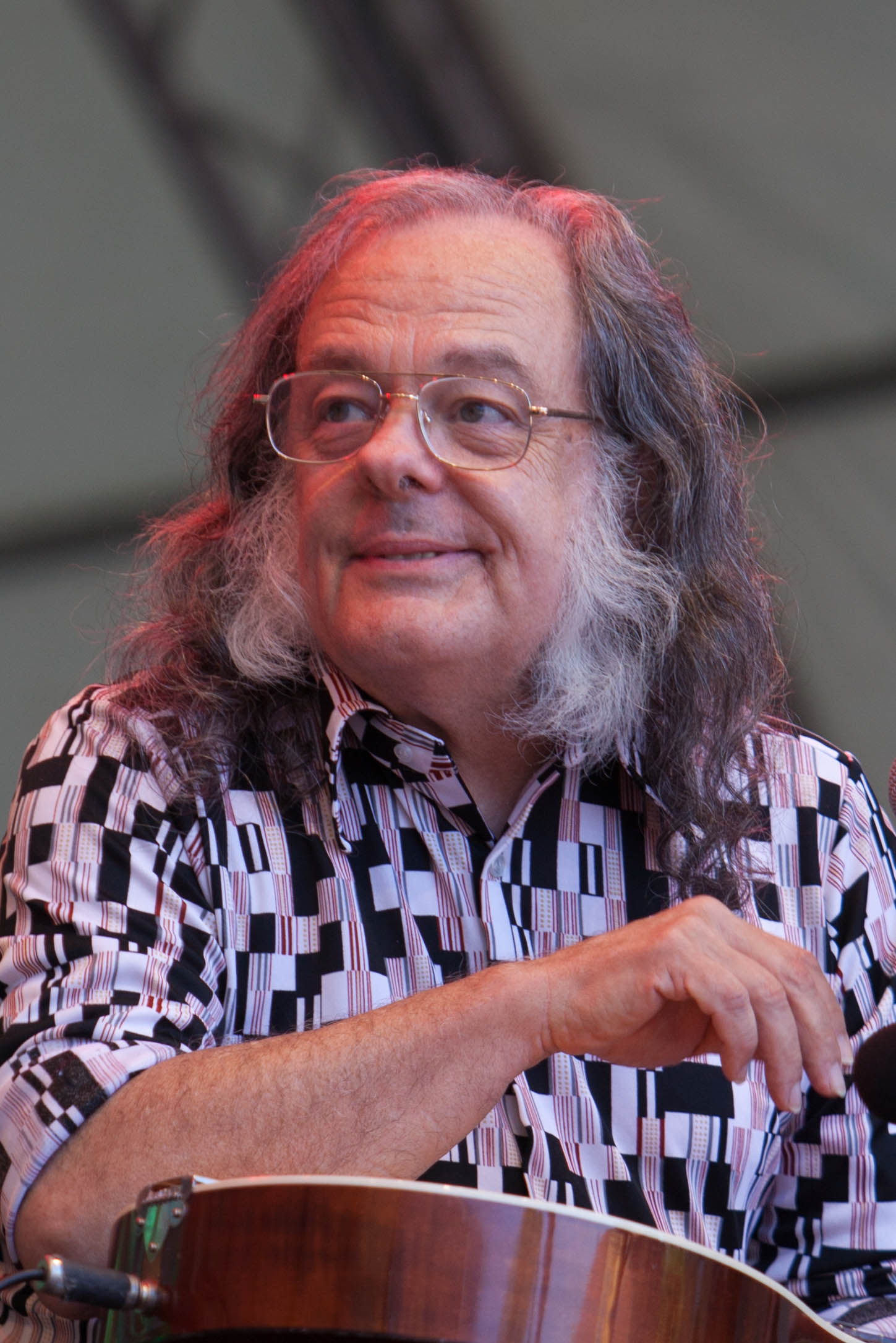
デヴィッド・リンドレー／3月3日没

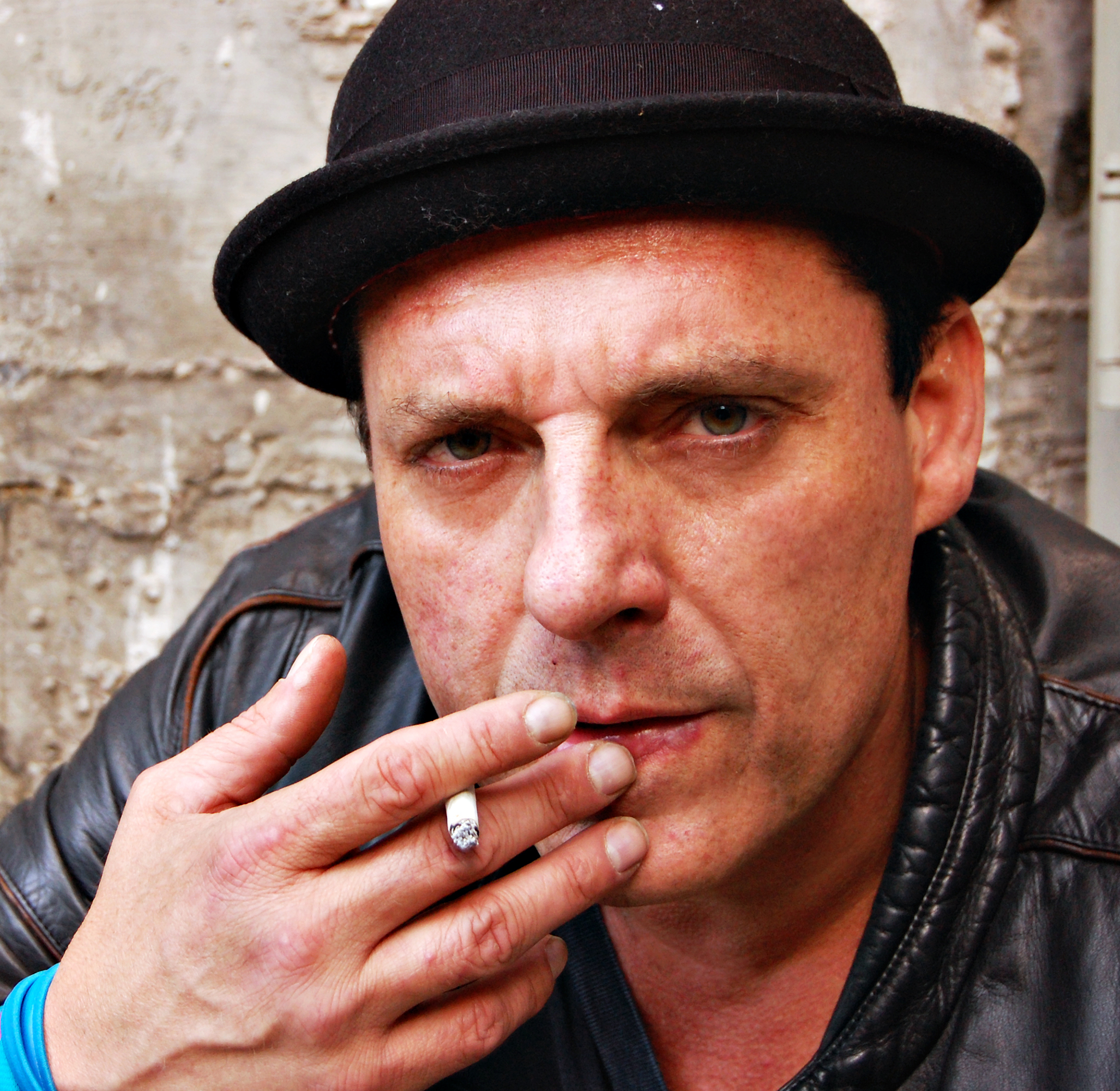
トム・サイズモア／3月3日没

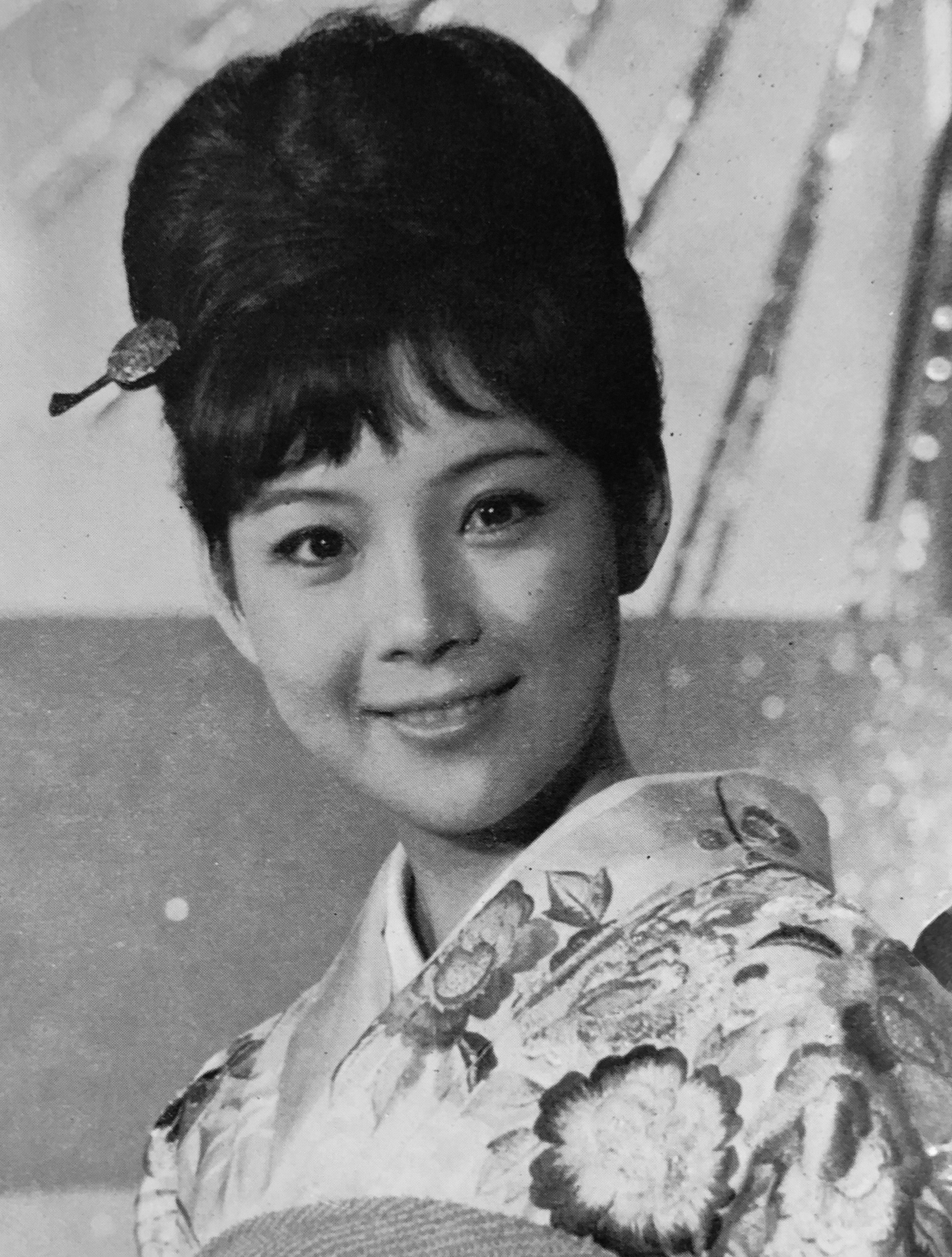
中真千子／3月4日没

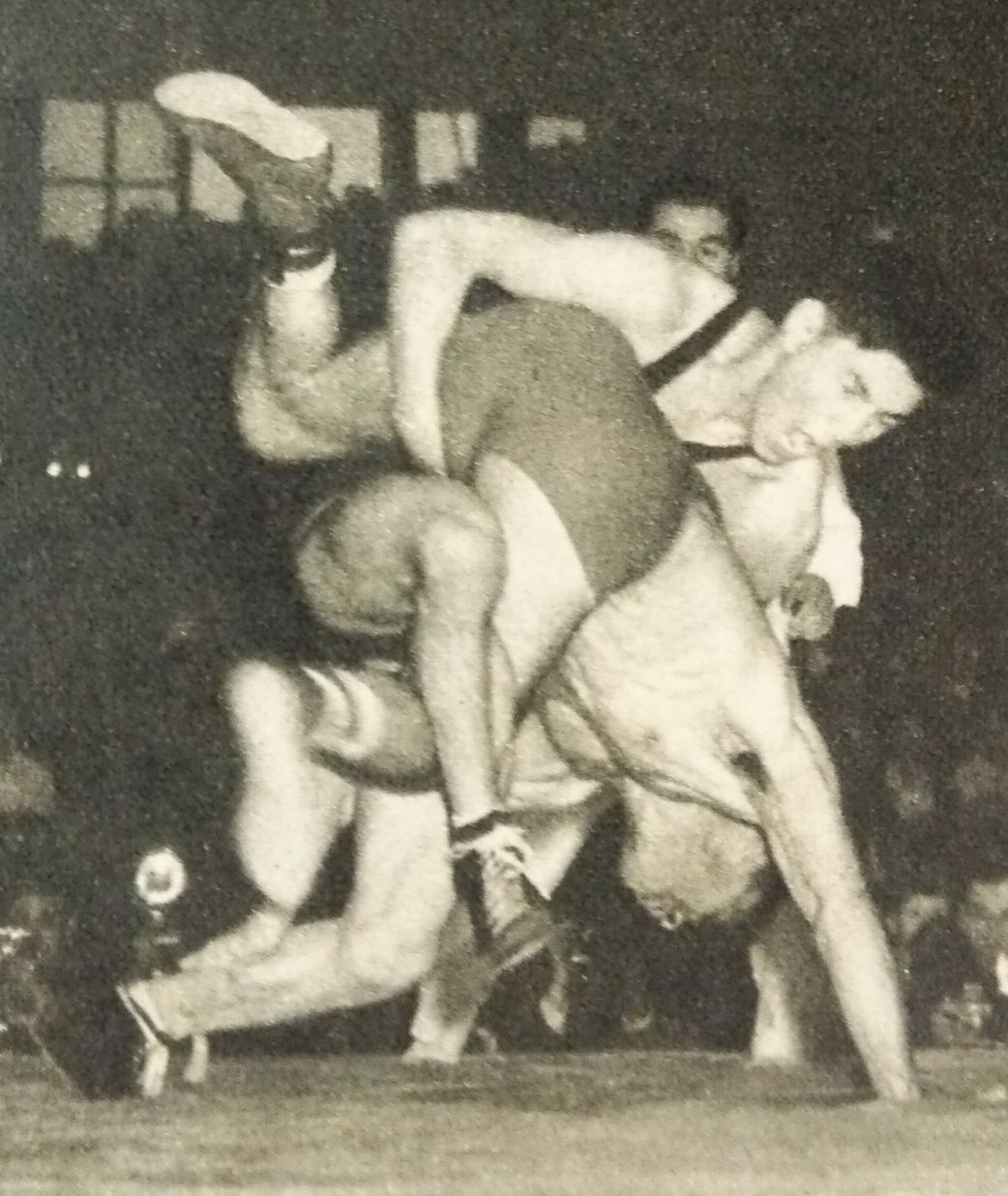
笹原正三（上）／3月5日没

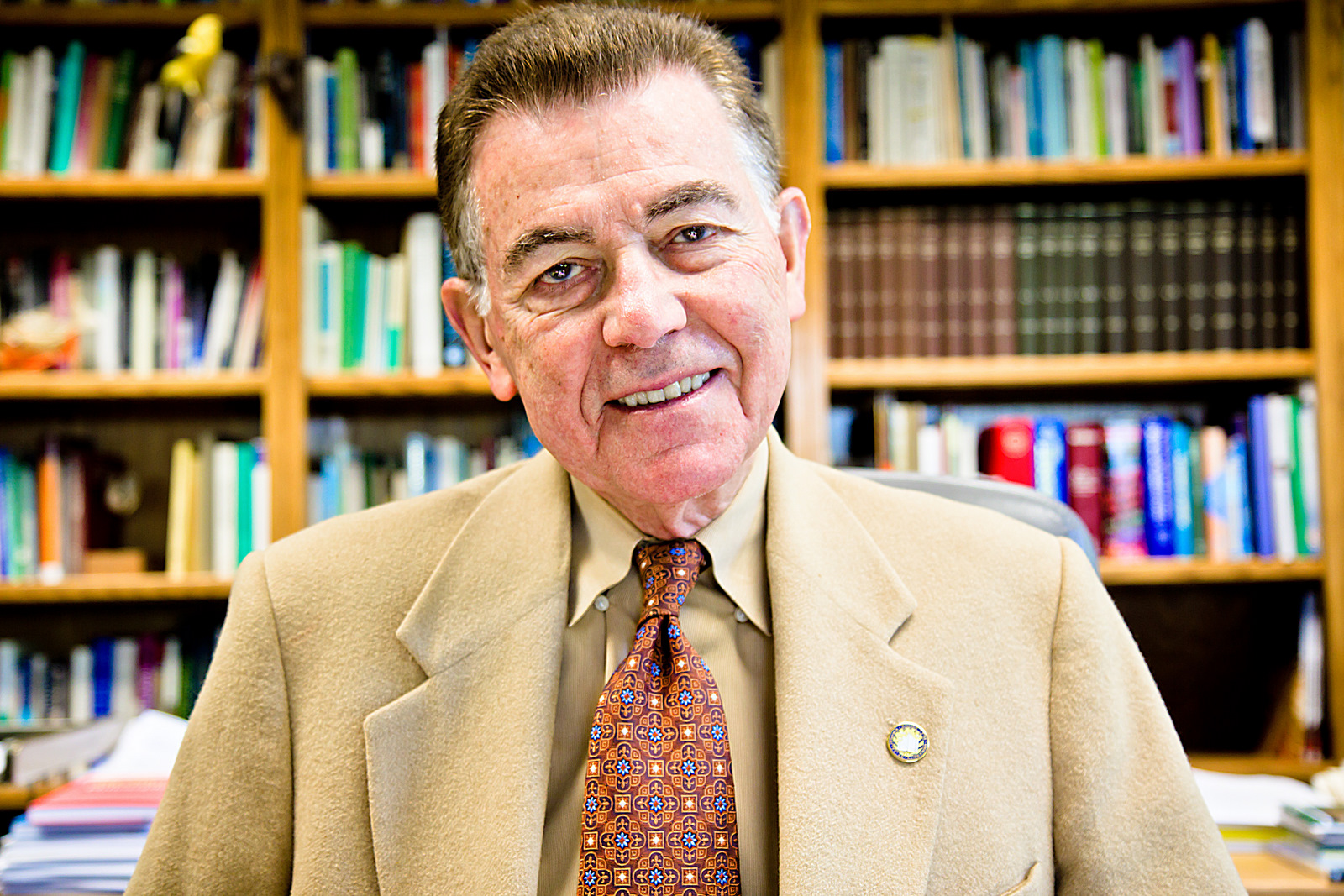
フランシスコ・J・アヤラ／3月5日没

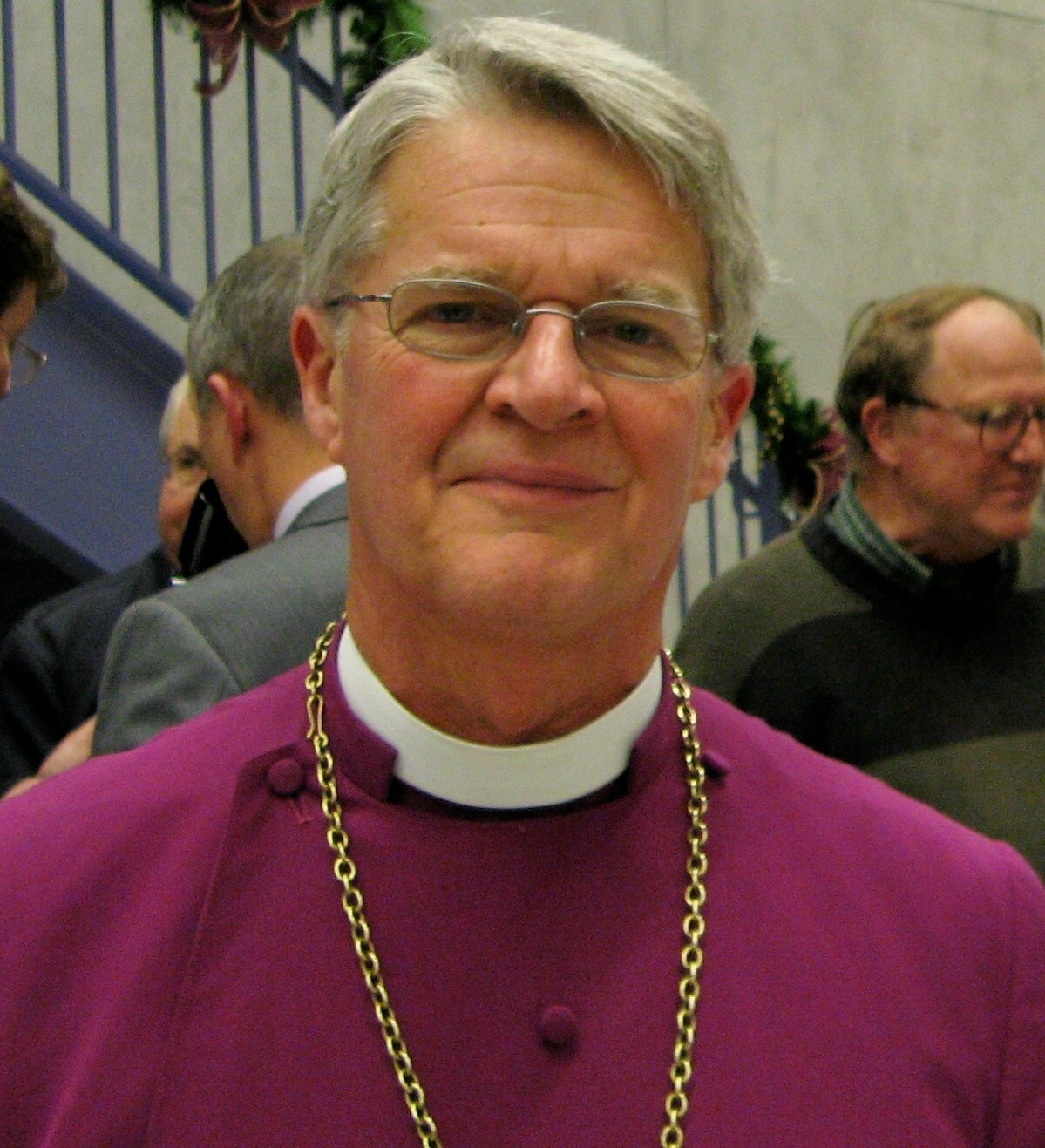
フランク・グリスウォルド／3月5日没

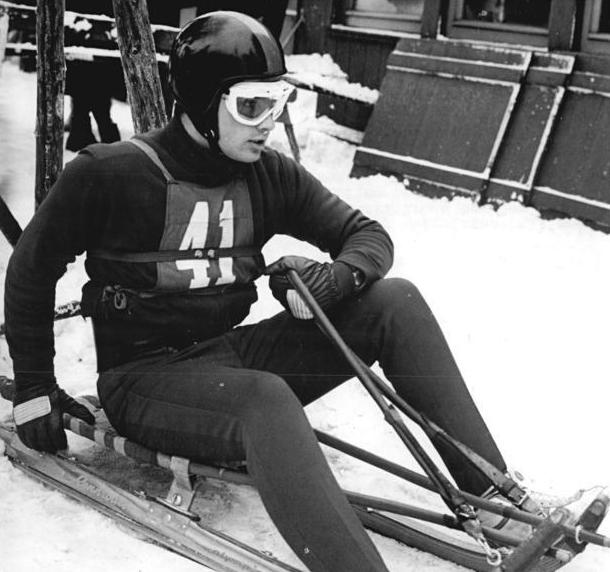
クラウス・ボンザック／3月5日没

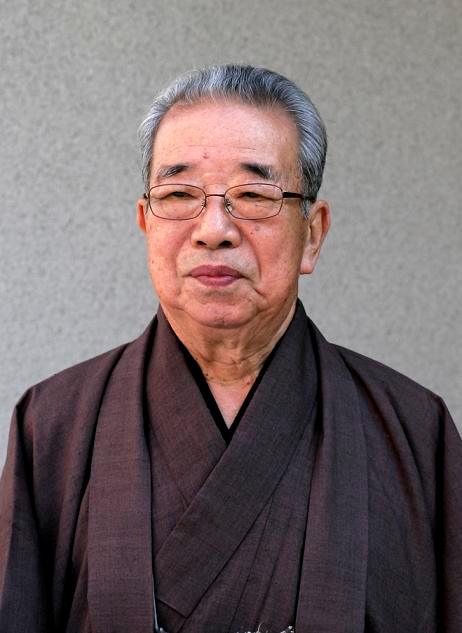
今井政之／3月6日没

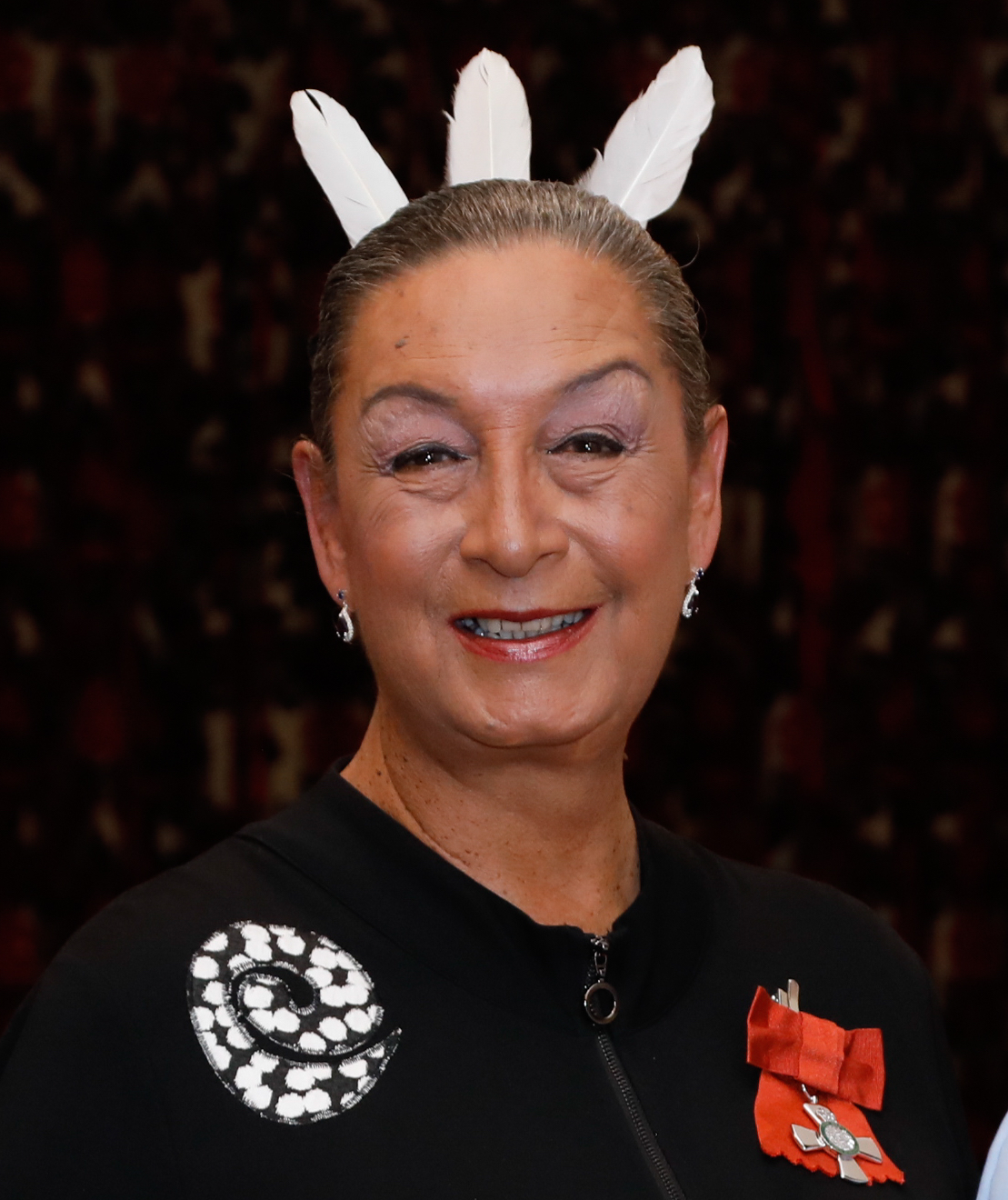
ジョージナ・ベイアー／3月6日没

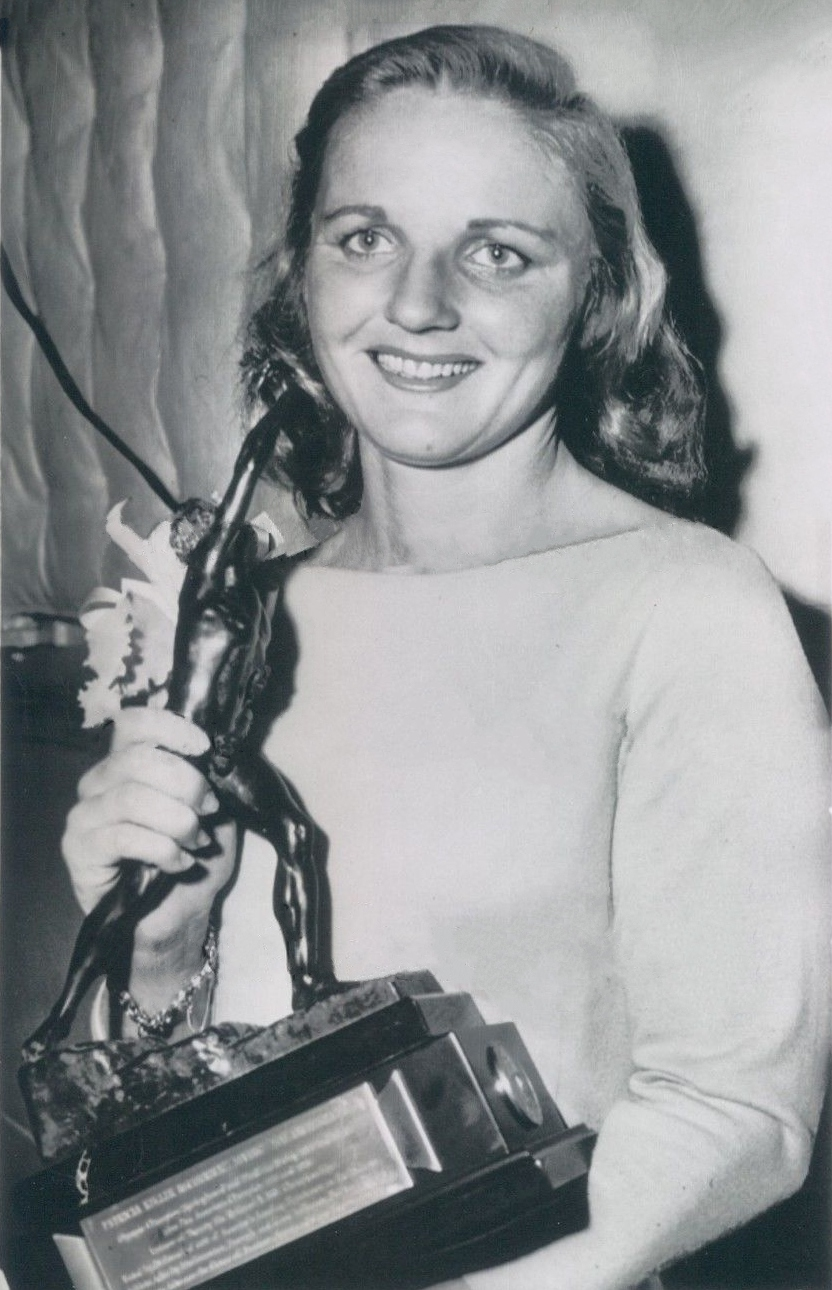
パトリシア・マコーミック／3月7日没

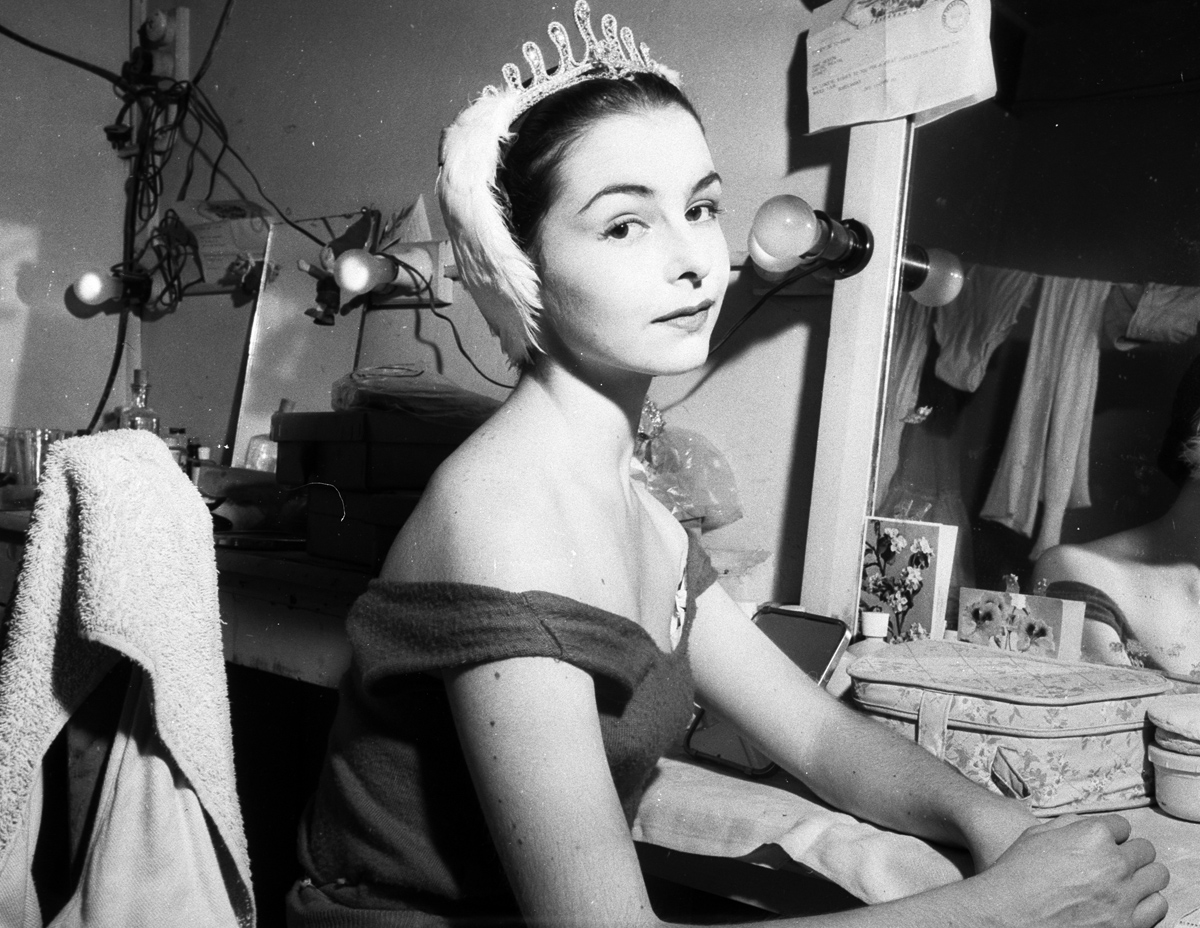
リン・シーモア／3月7日没

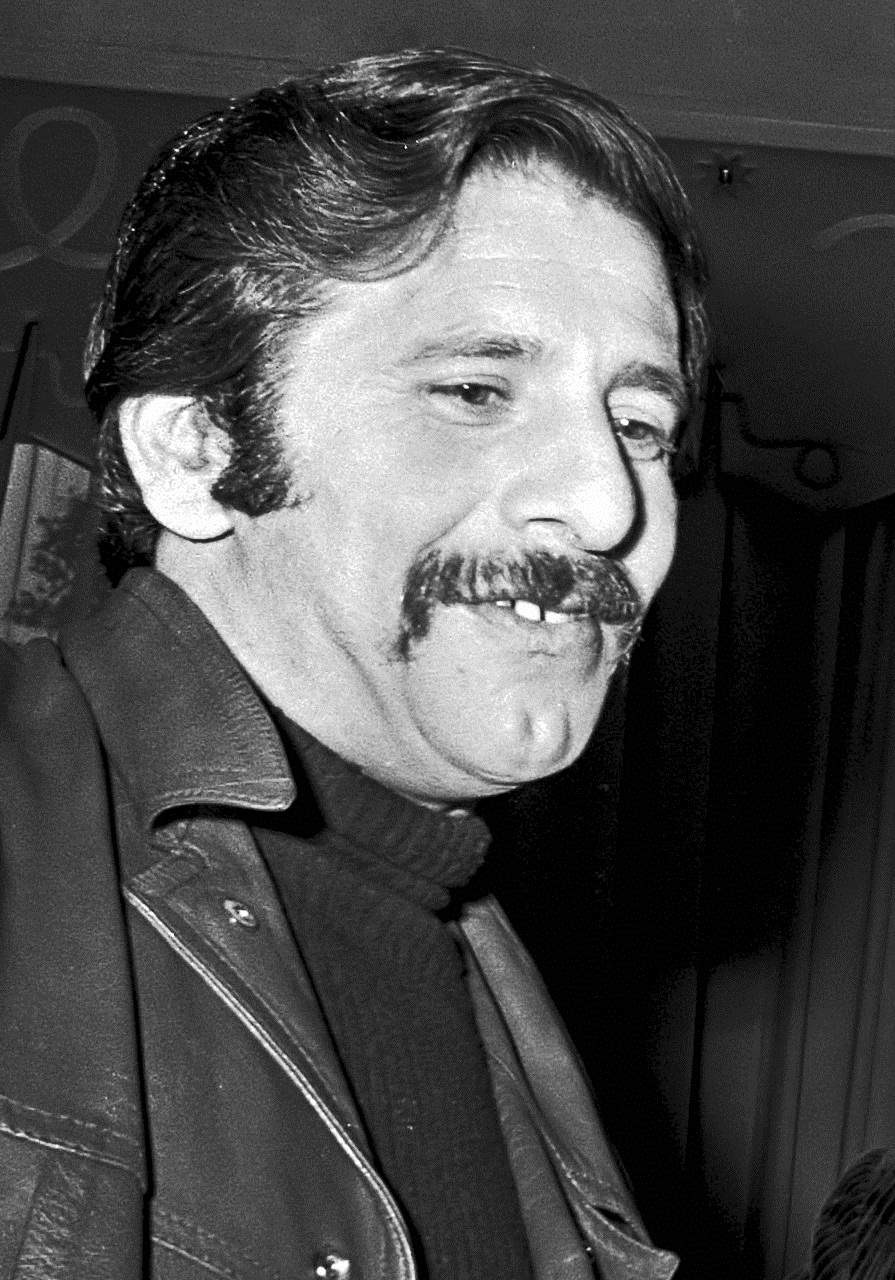
トポル／3月8日没

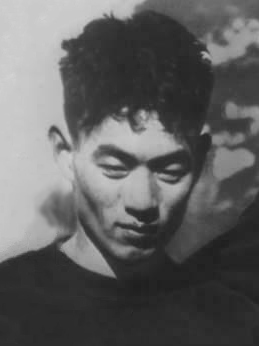
橋爪四郎／3月9日没

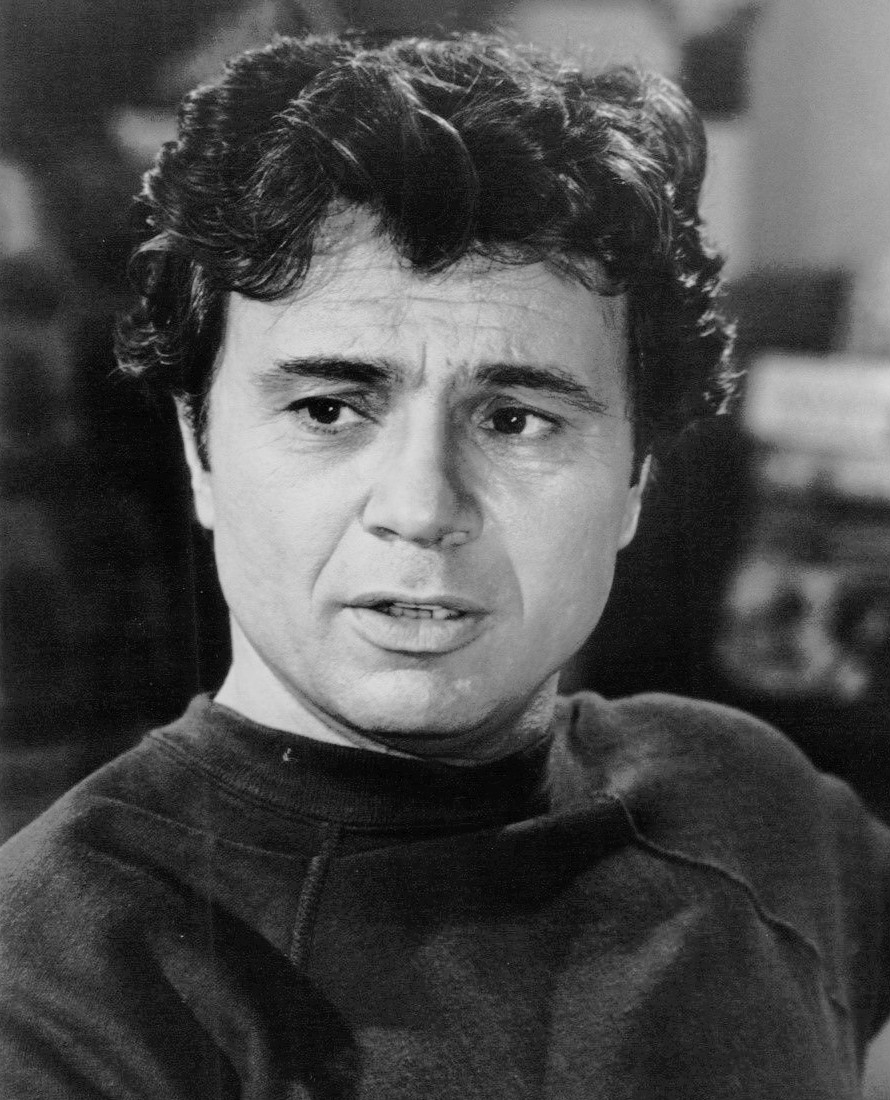
ロバート・ブレイク／3月9日没

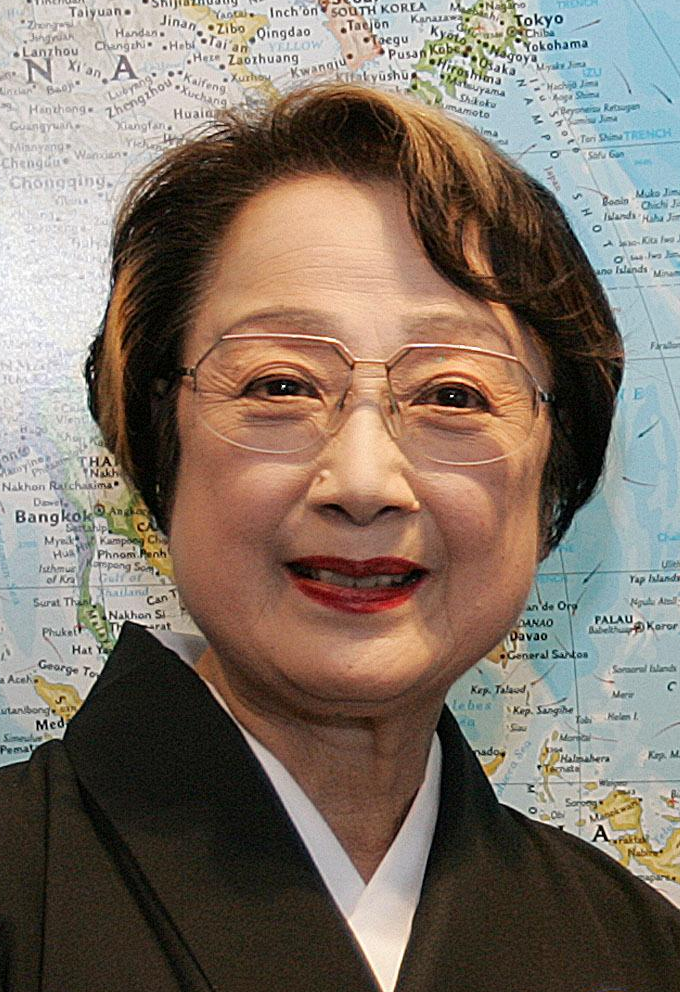
扇千景／3月9日没

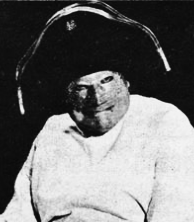
ジェリー・サミュエルズ／3月10日没

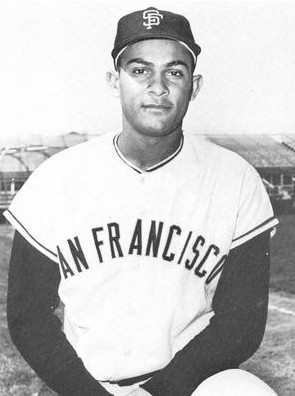
ヘスス・アルー／3月10日没

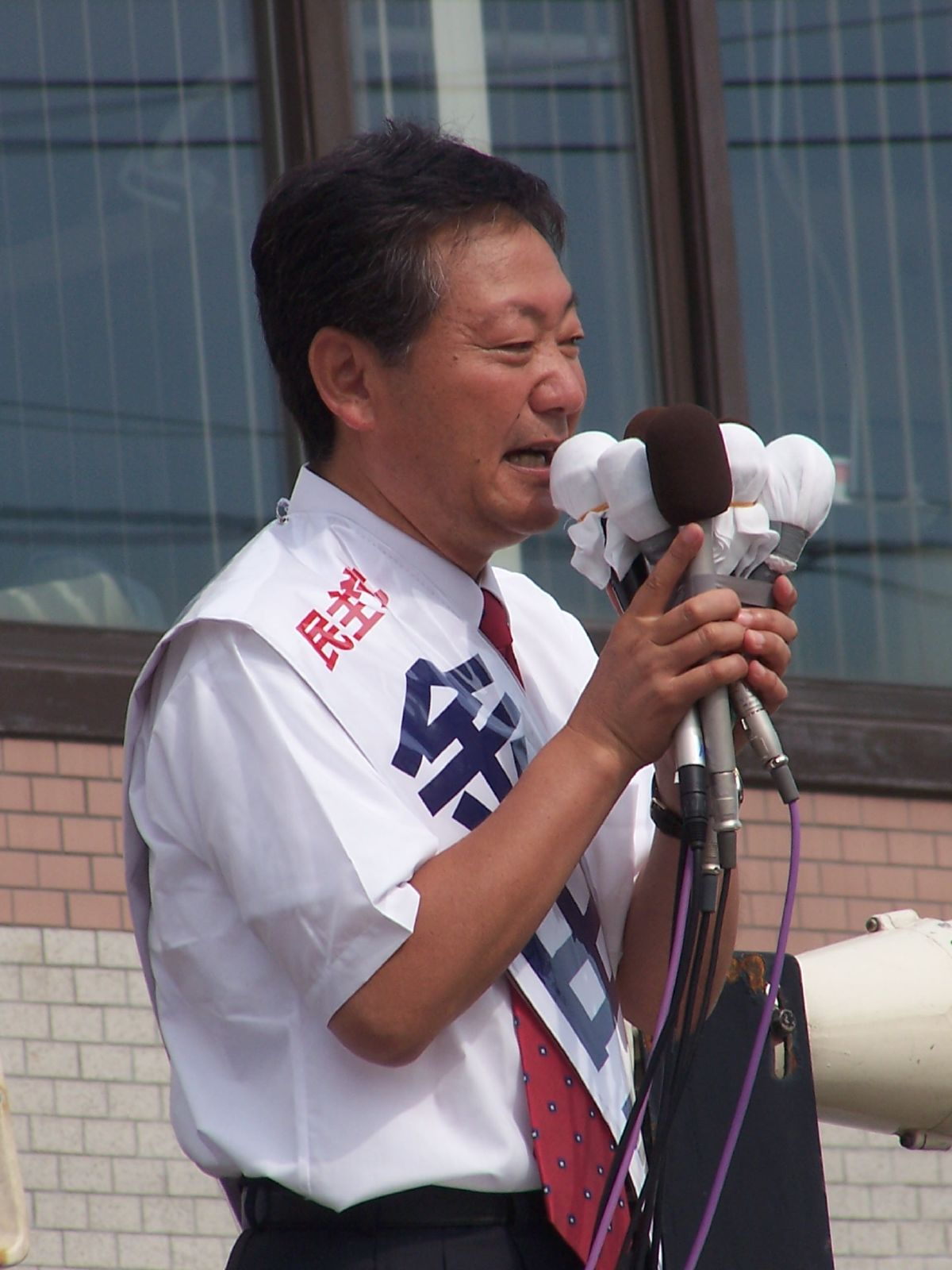
金田誠一／3月10日没

山田憲昭／3月10日没

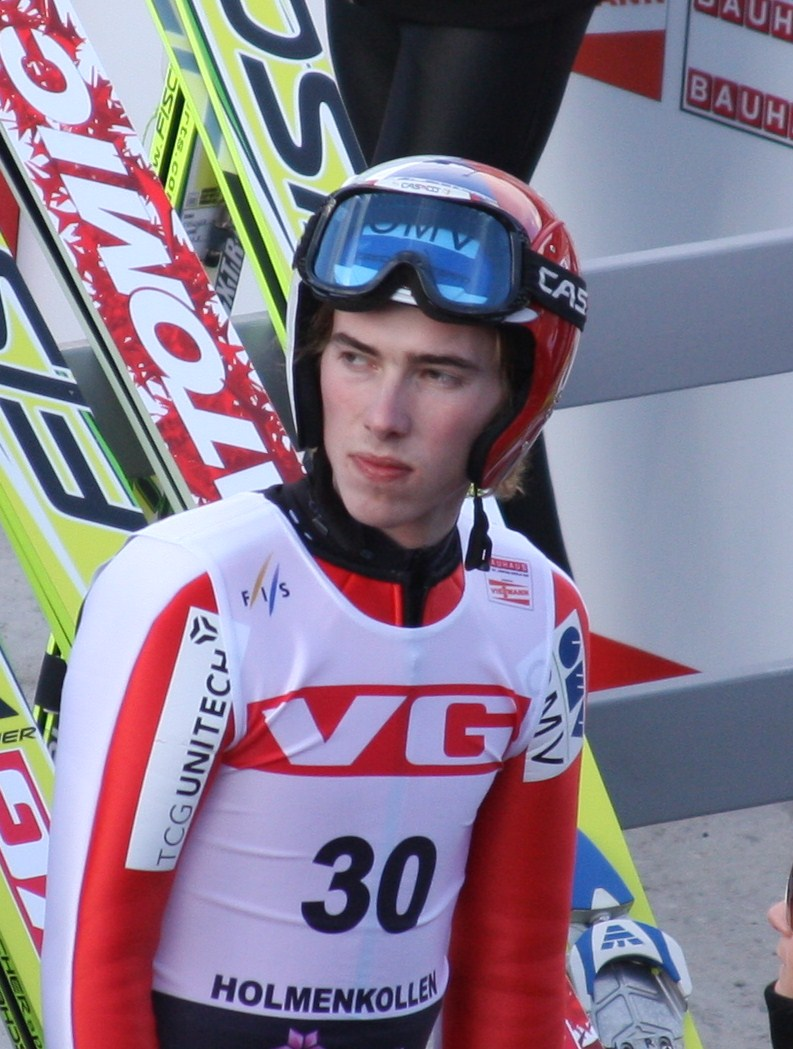
アントニン・ハイエク／3月10日没

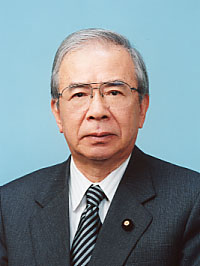
野間赳／3月11日没

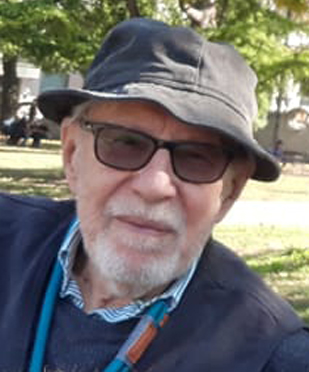
ドラゴスラヴ・ミハイロヴィッチ／3月12日没

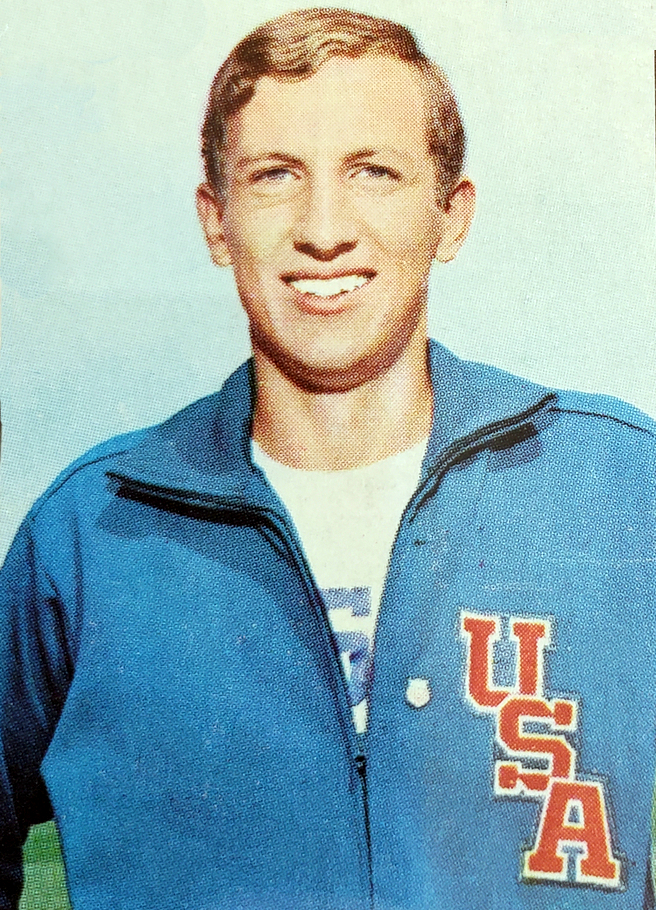
ディック・フォスベリー／3月12日没

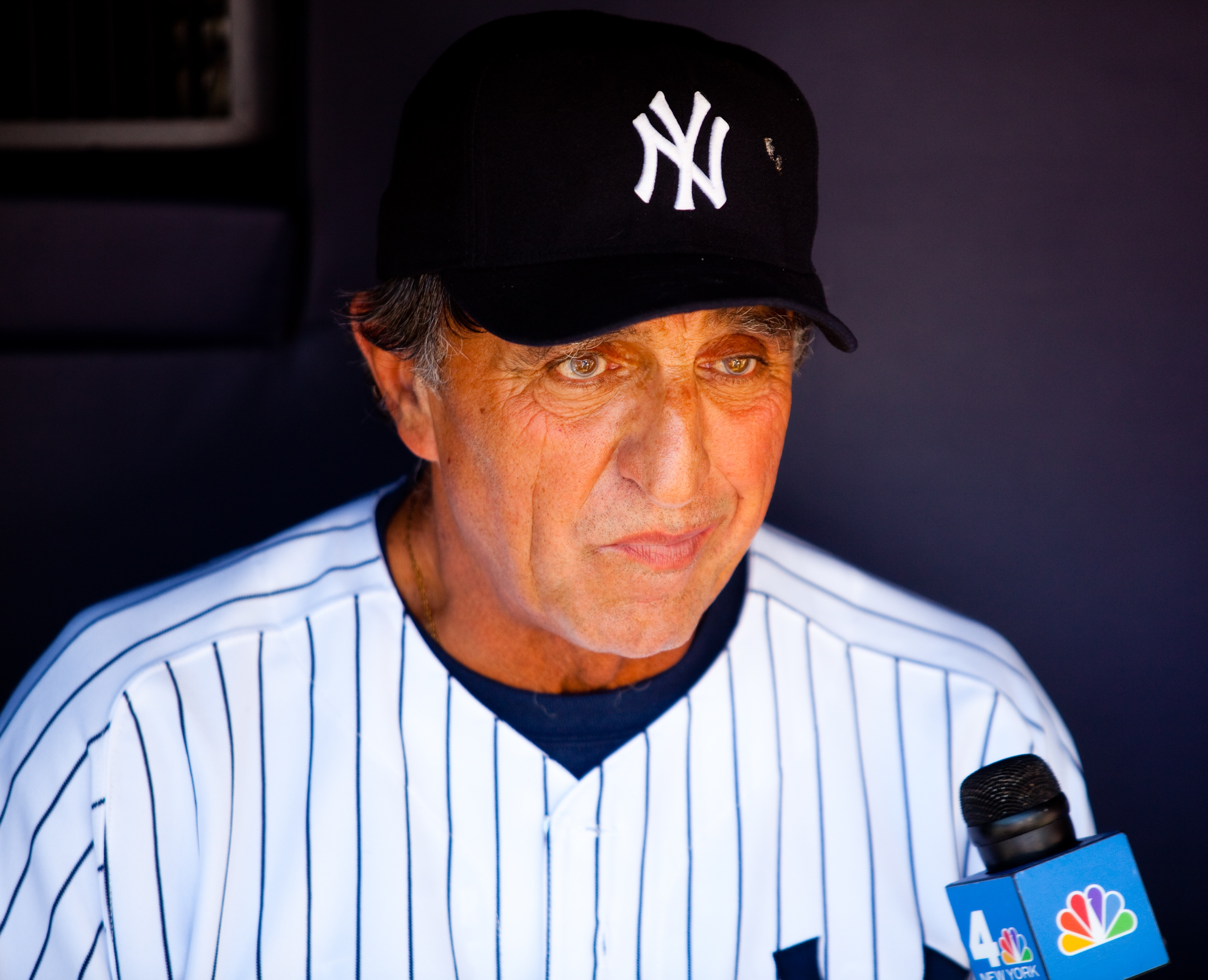
ジョー・ペピトーン／3月13日没

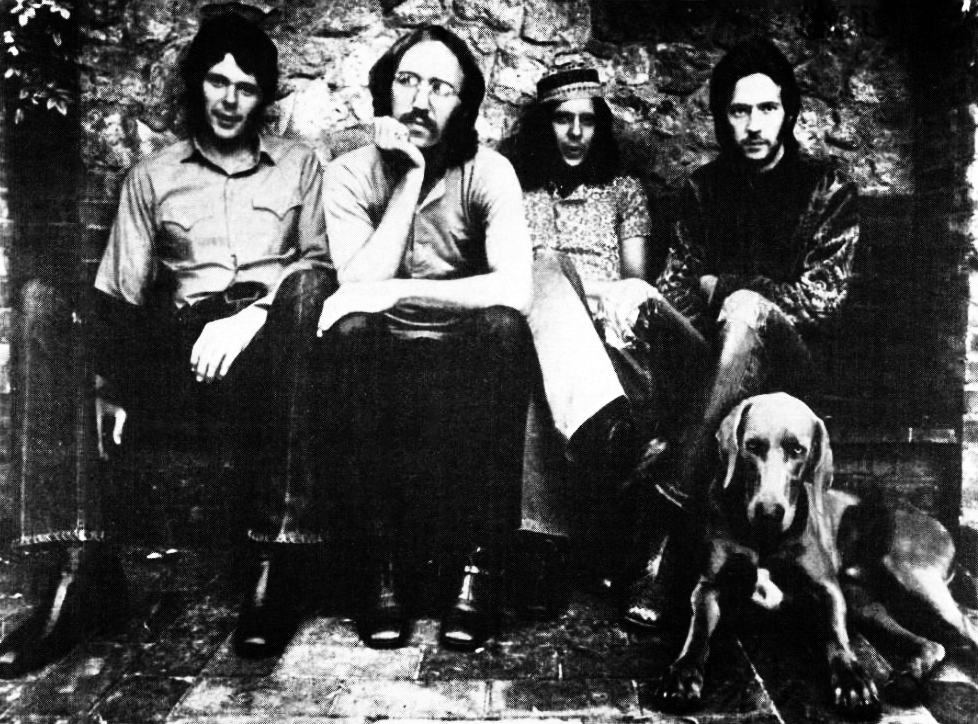
ジム・ゴードン（左端）／3月13日没

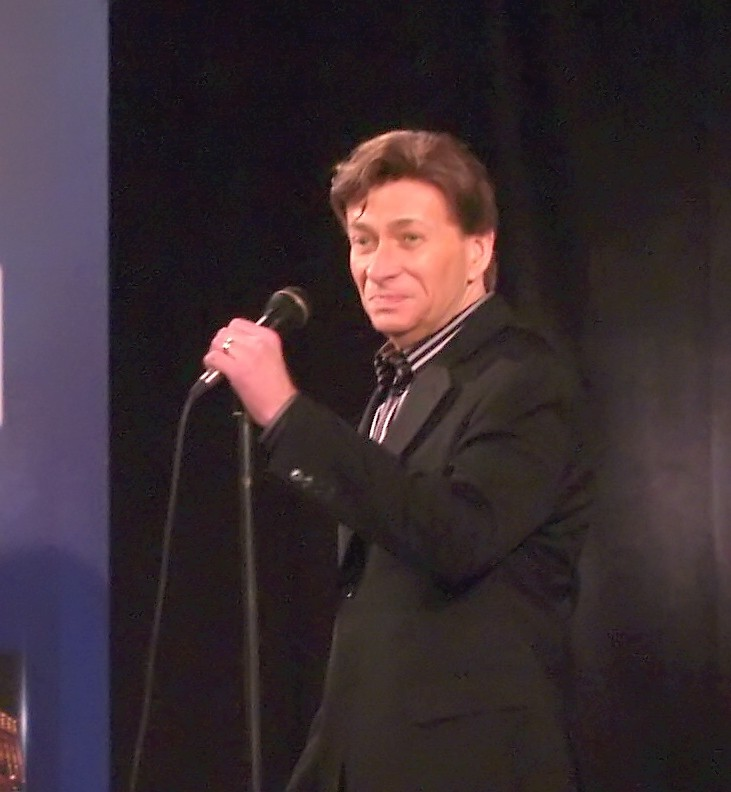
ボビー・コールドウェル／3月14日没

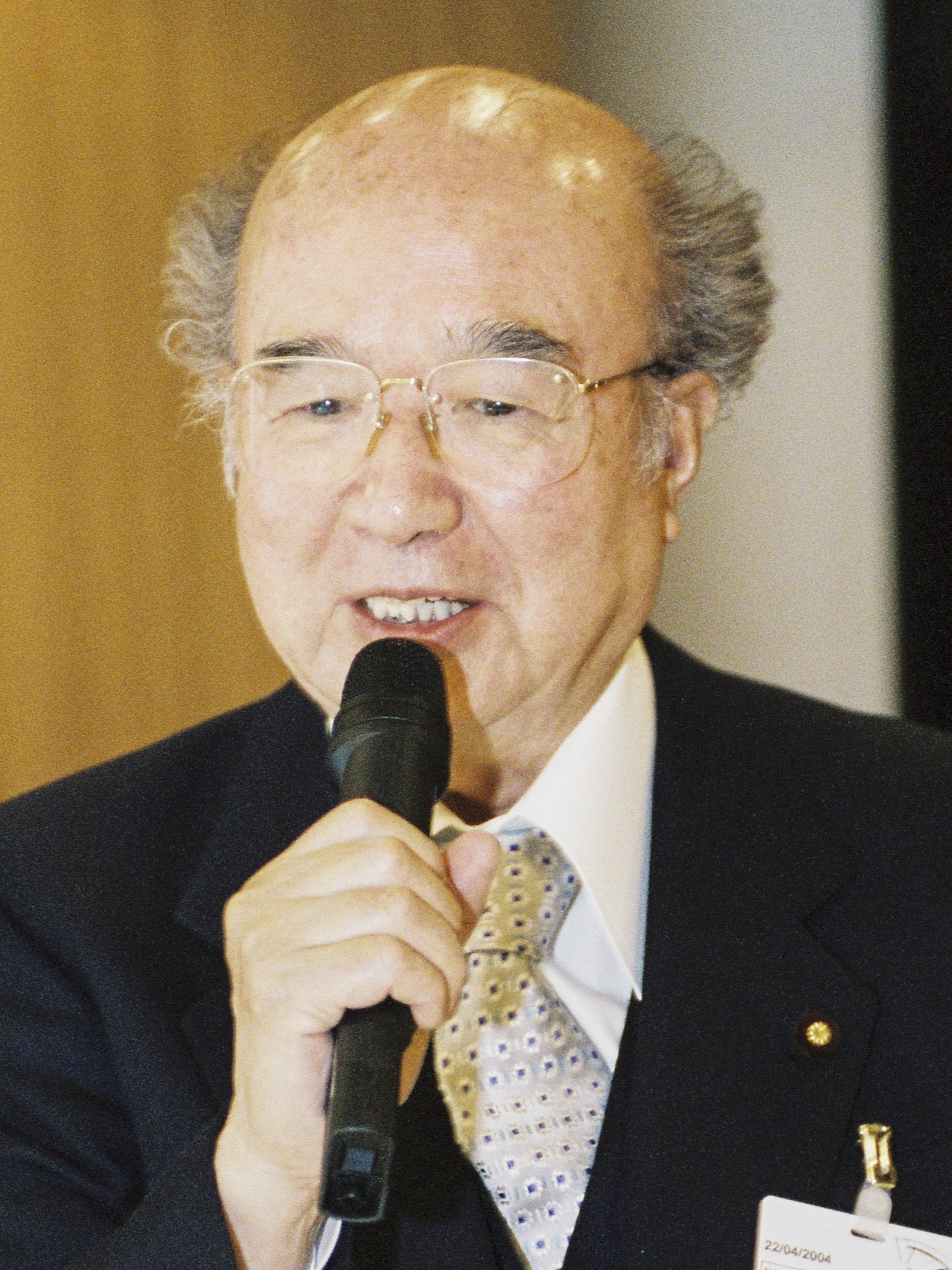
中山太郎／3月15日没

- 3月1日 - 藤井青咲、日本の俳人（* 1926年）[1]
- 3月1日 - アニーズ・コルツ（フランス語版）、ルクセンブルクの詩人、作家（* 1928年）[2]
- 3月1日 - ジュスト・フォンテーヌ、モロッコ出身のフランスの元サッカー選手・指導者、元同国代表【スタッド・ランスなどに所属】（* 1933年）[3]
- 3月1日 - イルマ・セラーノ（英語版）、メキシコの歌手、女優、政治家（* 1933年）[4]
- 3月1日 - テッド・ドナルドソン（英語版）、アメリカ合衆国の俳優（* 1933年）[5]
- 3月1日 - ジェリー・リチャードソン（英語版）、アメリカ合衆国の実業家、元アメリカンフットボール選手・球団経営者、元カロライナ・パンサーズオーナー（* 1936年）[6]
- 3月1日 - アラン・マグロウ（英語版）、スコットランドの元サッカー選手・指導者【グリノック・モートンFCなどに所属】（* 1939年）[7]
- 3月2日 - 玉置正和、日本の実業家、元千代田化工建設社長（* 1927年）[8]
- 3月2日 - セオドア・カナミネ（英語版）、アメリカ合衆国の陸軍軍人（* 1929年）[9]
- 3月2日 - ピエール・ルジャンドル、フランスの法制史家、宗教史家、精神分析家（* 1930年）[10]
- 3月2日 - ウェイン・ショーター、アメリカ合衆国のサクソフォーン奏者・作曲家、フュージョンバンド「ウェザー・リポート」メンバー（* 1933年）[11]
- 3月2日 - 四家啓助、日本の実業家、政治家、元福島県いわき市長（* 1935年）[12]
- 3月2日 - 杉村孝、日本の彫刻家（* 1937年）[13]
- 3月2日 - 仲村文弘、日本の実業家、元オリオンビール社長（* 1939年?）[14]
- 3月2日 - ラファエル・ヴィニオリ、ウルグアイ出身の建築家（* 1944年）[15]
- 3月2日 - 大川隆法、日本の宗教家、思想家、作家、幸福の科学の創始者・総裁、幸福実現党創設者兼総裁、HS塾名誉総裁（* 1956年）[16]
- 3月2日 - バスマ・コドマニ（英語版）、シリアの政治学者（* 1958年）[17]
- 3月2日 - マリア・オネット（英語版）、アルゼンチンの女優（* 1966年）[18]
- 3月2日 - スティーヴ・マッキー（英語版）、イギリスのベーシスト、音楽プロデューサー、パルプメンバー（* 1966年）[19]
- 3月3日 - エドウィン・A・ドーズ（英語版）、イギリスの生化学者、マジシャン（* 1925年）[20]
- 3月3日 - 友井昌美、日本のジャズピアニスト（* 1931年）[21]
- 3月3日 - 大江健三郎、日本の小説家（* 1935年）[22]
- 3月3日 - カルロス・ガーネット、米領パナマ運河地帯出身のジャズサクソフォン奏者（* 1938年）[23]
- 3月3日 - 今井宏、日本の政治家、元埼玉県草加市長、元衆議院議員【日本新党・新進党・自由民主党所属】（* 1941年）[24]
- 3月3日 - デヴィッド・リンドレー、アメリカ合衆国のミュージシャン（* 1944年）[25]
- 3月3日 - アルゲンティーナ・メニシュ（英語版）、ルーマニアの円盤投選手、1972年ミュンヘンオリンピック銀メダリスト（* 1948年）[26]
- 3月3日 - 佐藤凉一、日本のテレビドラマプロデューサー、テレビ朝日ストーリー制作部所属（* 1956年）[27]
- 3月3日 - 鶴澤寛也、日本の三味線奏者（* 1960年または1961年）[28]
- 3月3日 - トム・サイズモア、アメリカ合衆国の俳優（* 1961年）[29]
- 3月3日 - みんなの増本、日本の熱波師、アウフグースチーム「クロウゼン」キャプテン（* 1998年）[30]
- 3月4日 - 富岡幸雄、日本の租税法学者、元国税庁官僚、公認会計士、中央大学名誉教授（* 1925年）[31]
- 3月4日 - 中真千子、日本の女優（* 1936年）[32]
- 3月4日 - 川辺光、日本のスポーツ社会学者、東京外国語大学名誉教授（* 1937年?）[33]
- 3月4日 - ロムアウド・アルピ・フィリョ、ブラジルの元サッカー審判員（* 1939年）[34]
- 3月4日 - 野田道雄、日本の実業家、元日新火災海上保険社長（* 1942年?）[35]
- 3月4日 - 黄婉秋（中国語版）、中華人民共和国の俳優（* 1943年）[36]
- 3月4日 - スエリ・コスタ（英語版）、ブラジルのシンガーソングライター、作曲家（* 1943年）[37]
- 3月4日 - ジュディス・ ヒューマン（英語版）、アメリカ合衆国の障害者公民権運動家（* 1947年）[38]
- 3月4日 - グレン“SPOT”ロケット（英語版）、アメリカ合衆国の音楽プロデューサー（* 1951年）[39]
- 3月4日 - マイケル・ローズ（英語版）、アメリカ合衆国のベーシスト（* 1953年）[40]
- 3月4日 - ロエル・デガモ（英語版）、フィリピンの政治家、東ネグロス州知事（* 1966年）[41][42]
- 3月5日 - 笹原正三、日本の元アマチュアレスリング選手、1956年メルボルンオリンピックフリースタイルフライ級金メダリスト（* 1929年）[43]
- 3月5日 - フランシスコ・J・アヤラ、アメリカ合衆国の生物学者、哲学者（* 1934年）[44]
- 3月5日 - フランク・グリスウォルド、アメリカ合衆国の聖公会聖職者、元米国聖公会総裁主教（* 1937年）[45]
- 3月5日 - クラウス・ボンザック、東ドイツのリュージュ選手、1968年グルノーブルオリンピック金メダリスト（* 1941年）[46]
- 3月5日 - ピエロ・ジラルディ（英語版）、イタリアの造形作家（* 1942年）[47]
- 3月5日 - ケネス・モンゴメリー、イギリスの指揮者（* 1943年）[48]
- 3月5日 - アンドリュー・リンクレイター、イギリスの国際政治学者（* 1949年）[49]
- 3月5日 - ゲイリー・ロッシントン（英語版）、アメリカ合衆国のギタリスト、レーナード・スキナードメンバー（* 1951年）[50]
- 3月5日 - ペドロ・ロドリゲス・フィーリョ（英語版）、ブラジルのシリアルキラー（* 1954年）[51]
- 3月5日 - 木村貴宏、日本のアニメーター、イラストレーター、キャラクターデザイナー（* 1964年）[52]
- 3月6日 - トラウテ・ラフレンツ（英語版）、ドイツ出身のアメリカ合衆国の医師、反ナチ運動家、白いバラグループ最後の生存者（* 1919年）[53]
- 3月6日 - 三好達、日本の政治活動家、裁判官、第13代最高裁判所長官、第3代日本会議会長（* 1927年）[54]
- 3月6日 - 今井政之、日本の陶芸家、文化勲章受章者（* 1930年）[55]
- 3月6日 - ジェラール・ペリソン（英語版）、フランスの実業家、アコーホテルズ共同創業者（* 1932年）[56]
- 3月6日 - 清水敏一、日本の山岳史家（* 1933年）[57]
- 3月6日 - ヨセフ・ヴォイタ（英語版）、チェコスロバキアのサッカー選手、1964年東京オリンピック銀メダリスト（* 1935年）[58]
- 3月6日 - 王小謨、中国のレーダー専門家（* 1938年）[59]
- 3月6日 - 小保内聖子、日本の砲丸投選手、1964年東京オリンピック代表（* 1940年）[60]
- 3月6日 - 秋竜山、日本の漫画家（* 1942年）[61]
- 3月6日 - ジョージナ・ベイアー、ニュージーランドの政治家、世界初のトランスジェンダー国会議員（* 1957年）[62]
- 3月6日 - セルゲイ・グリシン（英語版）、ロシア出身のアメリカ合衆国の実業家、オリガルヒ（* 1966年）[63]
- 3月7日 - パトリシア・マコーミック、アメリカ合衆国の飛込競技選手、1952年ヘルシンキ（女子3m・10m）・1956年メルボルンオリンピック（女子3m・10m）金メダリスト（* 1930年）[64]
- 3月7日 - リン・シーモア、カナダ出身のイギリスのバレエダンサー、振付師（* 1939年）[65]
- 3月7日 - 鞍田暹、日本の実業家、元テレビ大阪社長（* 1939年）[66]
- 3月7日 - 村上隆男、日本の実業家、元サッポロホールディングス社長（* 1945年）[67]
- 3月7日 - イアン・ファルコナー（英語版）、アメリカ合衆国の絵本作家、イラストレーター（* 1957年）[68]
- 3月7日 - ドミトロ・コツィバイロ（英語版）、ウクライナの軍人、陸軍少尉、第1機械化大隊司令官（* 1995年）[69]
- 3月8日 - バート・I・ゴードン、アメリカ合衆国の映画監督（* 1922年）[70]
- 3月8日 - マルセル・アモン（英語版）、フランスの歌手（* 1929年）[71]
- 3月8日 - 久貴千彩子、日本の脚本家（* 1929年）[72]
- 3月8日 - トポル、イスラエルの俳優（* 1935年）[73]
- 3月8日 - イタロ・ガルビアーティ（英語版）、イタリアの元サッカー選手・指導者、元ACミラン監督（* 1937年）[74]
- 3月8日 - 鈴木宏昭、日本の認知科学者、青山学院大学教育人間科学部教授（* 1958年）[75]
- 3月8日 - ジム・ダーキン（英語版）、アメリカ合衆国のギタリスト、ダーク・エンジェルメンバー（* 1965年）[76]
- 3月8日 - ヨシュア・マドセン（英語版）、デンマークのドラマー、アーティレリーメンバー（* 1978年）[77]
- 3月9日 - 橋爪四郎、日本の元競泳選手・指導者、1952年ヘルシンキオリンピック1500m自由形銀メダリスト（* 1928年）[78]
- 3月9日 - ラファエル・メコーラム（英語版）、ブルガリア出身のイスラエルの有機化学者（* 1930年）[79]
- 3月9日 - 柏木薫、日本の小説家、作家（* 1930年）[80]
- 3月9日 - 菅野昭正、日本のフランス文学者、文芸評論家、東京大学名誉教授（* 1930年）[81]
- 3月9日 - ロバート・ブレイク、アメリカ合衆国の俳優（* 1933年）[82]
- 3月9日 - 扇千景、日本の女優、政治家、元参議院議員【自由民主党・新進党・保守党などに所属】、第26代参議院議長、初代・第2代国土交通大臣、初代保守党党首（* 1933年）[83]
- 3月9日 - ファザルール・レーマン（英語版）、パキスタンのフィールドホッケー選手、1968年メキシコシティーオリンピック金メダリスト（* 1941年）[84]
- 3月9日 - 相沢韶男、日本の民俗学者、武蔵野美術大学名誉教授（* 1943年）[85]
- 3月9日 - 小松雹玄、日本の独立行政法人職員、元国際協力機構ブラジル事務所長（* 1946年）[86]
- 3月9日 - ロビン・ラムリー（英語版）、イギリスのジャズキーボード奏者、元ブランドXメンバー（* 1948年）[87]
- 3月9日 - セバスチャン・ロバーツ、イギリスの陸軍軍人（* 1954年）[88]
- 3月9日 - 菅原初代、日本のフードファイター（* 1963年）[89]
- 3月9日 - ピアリー・レジナルド・テオ（英語版）、シンガポールの映画監督（* 1978年）[90]
- 3月9日 - ダウド・ムザミル（英語版）、アフガニスタンの政治家、バルフ州知事（* 生年不明）[91]
- 3月10日 - 伊藤雅俊、日本の実業家、セブン&アイ・ホールディングス名誉会長、イトーヨーカ堂設立者（* 1924年）[92]
- 3月10日 - ジェリー・サミュエルズ（ナポレオン14世）、アメリカ合衆国のシンガーソングライター、音楽プロデューサー（* 1938年）[93]
- 3月10日 - ヘスス・アルー、ドミニカ共和国の元MLB選手【ヒューストン・アストロズなどに所属】（* 1942年）[94]
- 3月10日 - 金田誠一、日本の政治家、元衆議院議員【日本社会党・新党さきがけ・民主党などに所属】（* 1947年）[95]
- 3月10日 - 山田憲昭、日本の政治家、石川県白山市長（* 1951年）[96]
- 3月10日（訃報発表日） - アントニン・ハイエク、チェコの元スキージャンプ選手（* 1987年）[97]
- 3月10日 - 藤井直伸、日本のバレーボール選手【東レアローズ所属】（* 1992年）[98]
- 3月11日 - 伝印、中国の禅僧（* 1927年）[99]
- 3月11日 - バド・グラント（英語版）、アメリカ合衆国のバスケットボール選手、NFL選手（* 1927年）[100]
- 3月11日 - ジョン・ジェイクス、アメリカ合衆国の作家（* 1931年）[101]
- 3月11日 - キース・ジョンストン（英語版）、イギリス出身のカナダの演出家、劇作家、演劇教育者（* 1933年）[102]
- 3月11日 - 野間赳、日本の政治家、元参議院議員【自由民主党所属】、元愛媛県議会議長（* 1934年）[103]
- 3月11日 - 陳建一、日本の中華料理（四川料理）料理人、民権企業（四川飯店グループ）会長、日本中国料理協会会長（* 1956年）[104]
- 3月11日 - エイミー・フラー（英語版）、アメリカ合衆国のボートレーサー、1992年バルセロナオリンピック女子舵なしフォア銀メダリスト（* 1968年）[105]
- 3月11日 - イ・ウヨン、韓国の漫画家（* 1971年または1972年）[106]
- 3月11日 - Bigarm、日本のYouTuber（* 1976年）[107]
- 3月11日 - コスタ・ティッチ（英語版）、南アフリカ共和国のラッパー（* 1995年）[108]
- 3月12日 - 北本正雄、日本の政治家、東京都北区第4代区長[109]
- 3月12日 - カレル・カプラン、チェコの歴史学者（* 1928年）[110]
- 3月12日 - 杜光（中国語版）、中華人民共和国の政治学者、中国共産党中央党校元教授（* 1928年）[111]
- 3月12日 - ドラゴスラヴ・ミハイロヴィッチ、セルビアの作家（* 1930年）[112]
- 3月12日 - ローリー・クランプ（英語版）、アメリカ合衆国のアニメーター、イマジニアリングデザイナー、ディズニー・レジェンド（* 1930年）[113]
- 3月12日 - 蒋彦永（中国語版）、中華人民共和国の医師、SARS感染者隠蔽を告発した人物（* 1931年）[114]
- 3月12日 - 李来柱、中華人民共和国の軍人、上将、元北京軍区司令官（* 1932年）[115]
- 3月12日 - マレク・コペレント（英語版）、チェコの作曲家（* 1932年）[116]
- 3月12日 - ロベルト・バルボン、キューバ出身の元プロ野球選手・コーチ【阪急ブレーブス・近鉄バファローズ所属】（* 1933年）[117]
- 3月12日 - 太田淳夫、日本の政治家、元参議院議員【公明党所属】（* 1934年）[118]
- 3月12日 - フィリダ・バーロウ（英語版）、イギリスの造形作家（* 1944年）[119]
- 3月12日 - ディック・フォスベリー、アメリカ合衆国の元陸上競技選手、1968年メキシコシティーオリンピック走高跳金メダリスト（* 1947年）[120]
- 3月12日 - 山田眞、日本の実業家、元二日市温泉・大丸別荘社長（* 1952年または1953年）[121]
- 3月12日 - 津山登志子、日本の女優（* 1954年）[122]
- 3月12日 - フェルトン・スペンサー（英語版）、アメリカ合衆国の元バスケットボール選手・指導者【ミネソタ・ティンバーウルブズなどに所属】（* 1968年）[123]
- 3月12日 - クリス・クーパー、アメリカ合衆国出身のイタリアのプロ野球選手、元イタリア代表（* 1978年）[124]
- 3月12日 - 道田真一、日本のショッピングナビゲーター【QVCに所属】（* 生年不明）[125]
- 3月13日 - エルンスト・トゥーゲントハット、チェコスロバキア出身のドイツの哲学者（* 1930年）[126]
- 3月13日 - 小清水弘一、日本の天然物化学者、京都大学名誉教授（* 1930年）[127]
- 3月13日 - 稲上正、日本の生化学者、ヴァンダービルト大学名誉教授（* 1931年）[128]
- 3月13日 - マリヤ・ウイェヴィッチ＝ガレトヴィッチ、クロアチアの彫刻家、画家（* 1933年）[129]
- 3月13日 - 黒田杏子、日本の俳人（* 1938年）[130]
- 3月13日 - ジョー・ペピトーン、アメリカ合衆国の元MLB・プロ野球選手・指導者【ニューヨーク・ヤンキース、ヤクルトアトムズなどに所属】（* 1940年）[131]
- 3月13日 - ジム・ゴードン、アメリカ合衆国のミュージシャン、作曲家（* 1945年）[132]
- 3月13日 - サイモン・エマーソン、イギリスの音楽プロデューサー、ギタリスト、アフロ・ケルト・サウンド・システムメンバー（* 1956年）[133]
- 3月13日 - 石田直裕、日本の元総務官僚、元駐パラグアイ日本国特命全権大使（* 生年不明）[134]
- 3月14日 - セルゲイ・グリゴリアンツ（英語版）、ロシアの人権活動家、ジャーナリスト（* 1941年）[135]
- 3月14日 - 中村文昭、日本の実業家、元エレナ社長（* 1944年?）[136]
- 3月14日 - 後原富、日本の元プロ野球選手、高校野球指導者（* 1945年）[137]
- 3月14日 - 南谷陽介、日本の実業家、元伊藤忠商事常務・タキロンシーアイ社長（* 1950年?）[138]
- 3月14日 - ボビー・コールドウェル、アメリカ合衆国のミュージシャン（* 1951年）[139]
- 3月15日 - 中山太郎、日本の政治家、医師、元自由民主党参議院議員・衆議院議員、第111-112代外務大臣、第11代沖縄開発庁長官、第28代総理府総務長官（* 1924年）[140]
- 3月15日 - アラステア・ラム（英語版）、イギリスの歴史家（* 1930年）[141]
- 3月15日 - 後藤千津子、日本の脚本家（* 1933年?）[142]
- 3月15日 - 福田雅年、日本の実業家、製パン職人、福田パン会長（* 1938年?）[143]
- 3月15日 - ミミス・パパイオアノー（英語版）、ギリシャの元サッカー選手・指導者、元同国代表（* 1942年）[144]

## 16日 - 31日

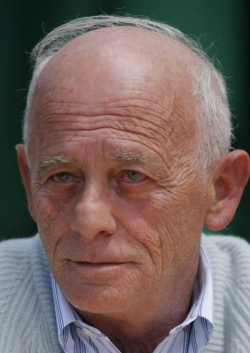
フランコ・ロテッリ／3月16日没

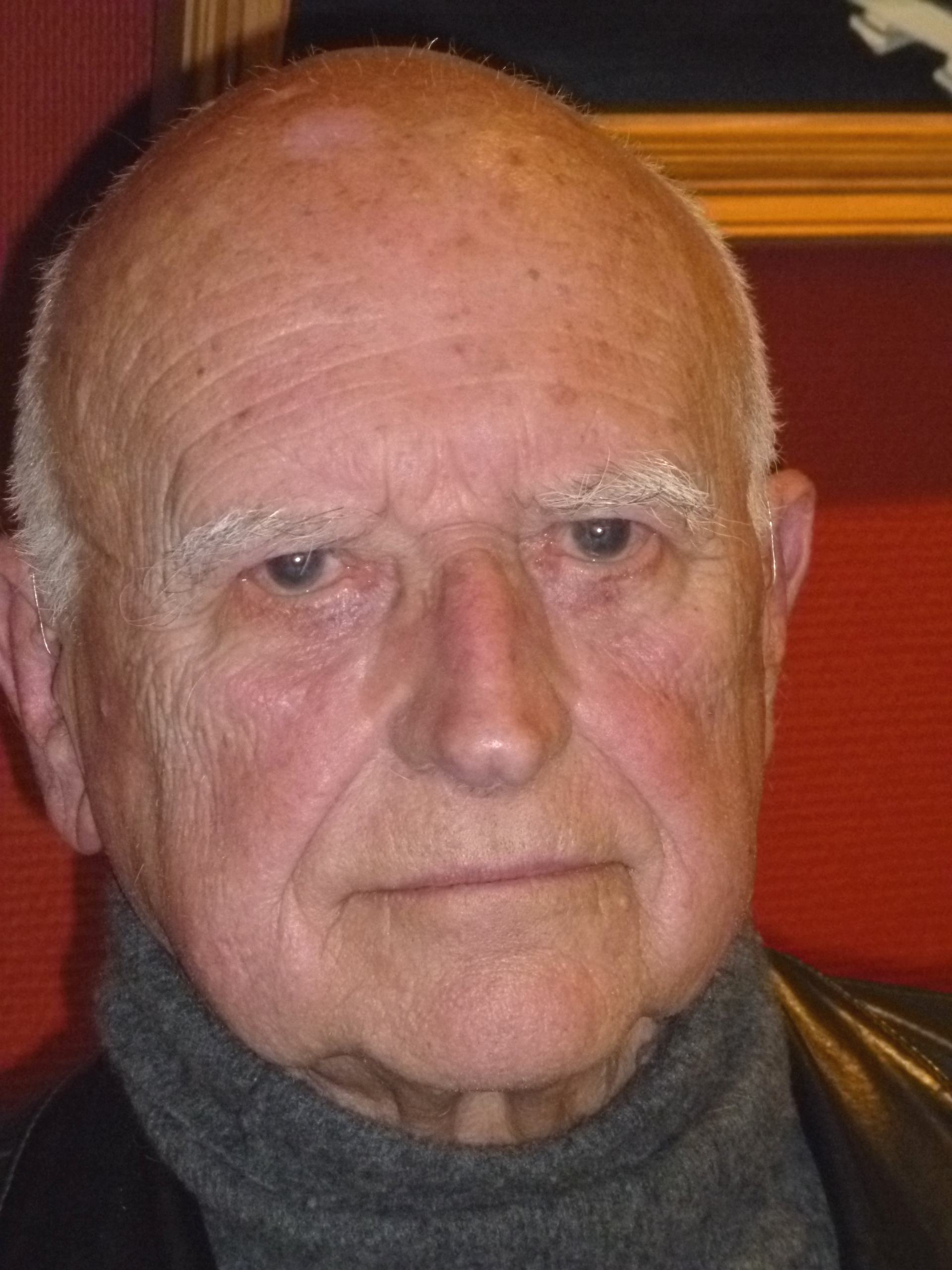
ラウル・セルヴェ／3月17日没

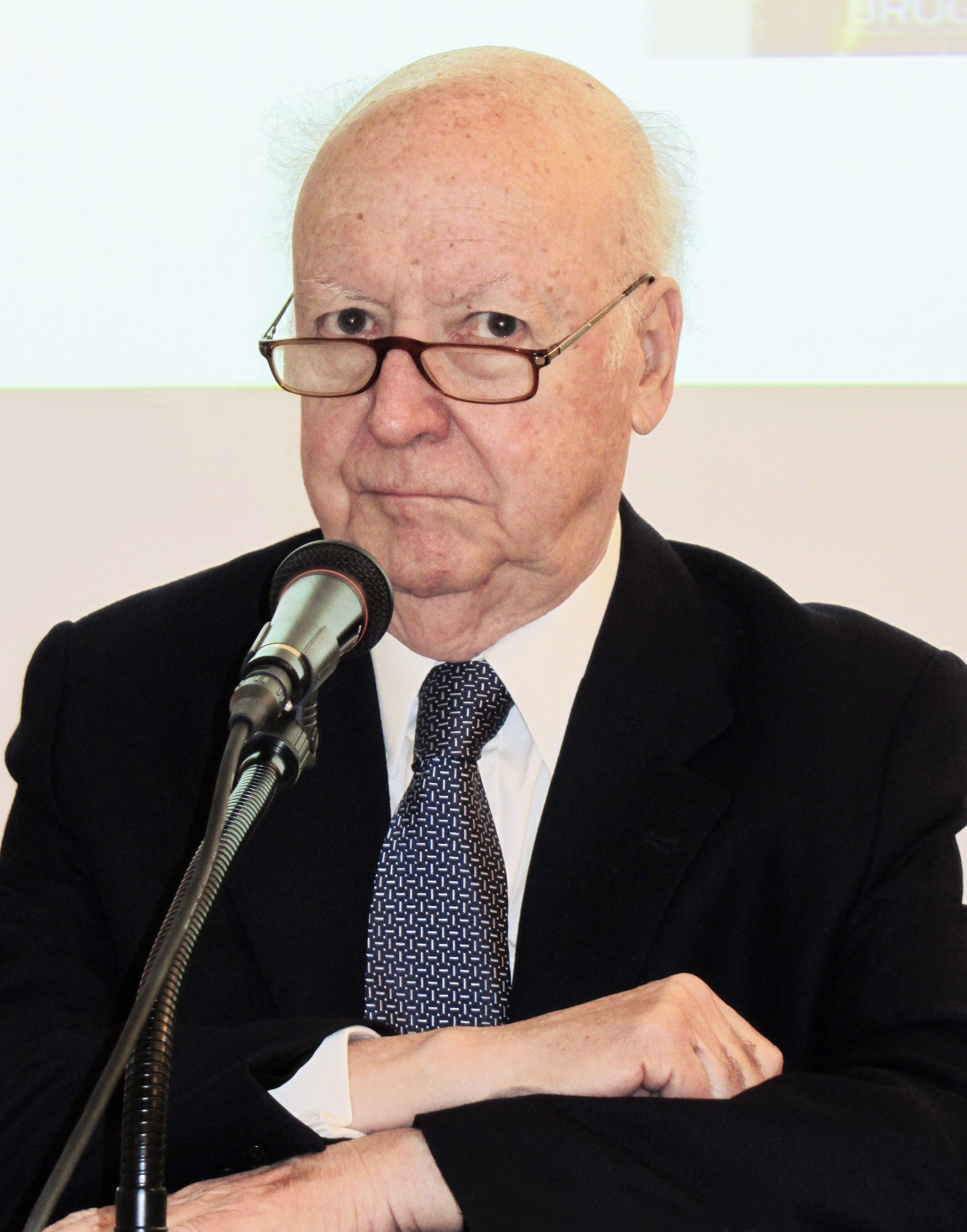
ホルヘ・エドワーズ／3月17日没

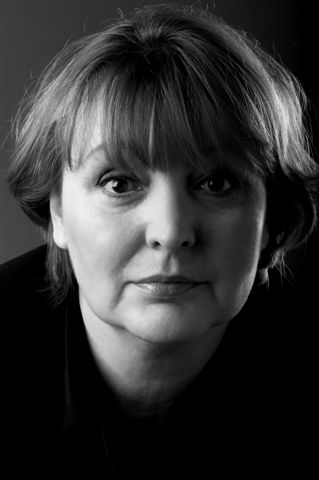
ドゥブラヴカ・ウグレシィチ／3月17日没

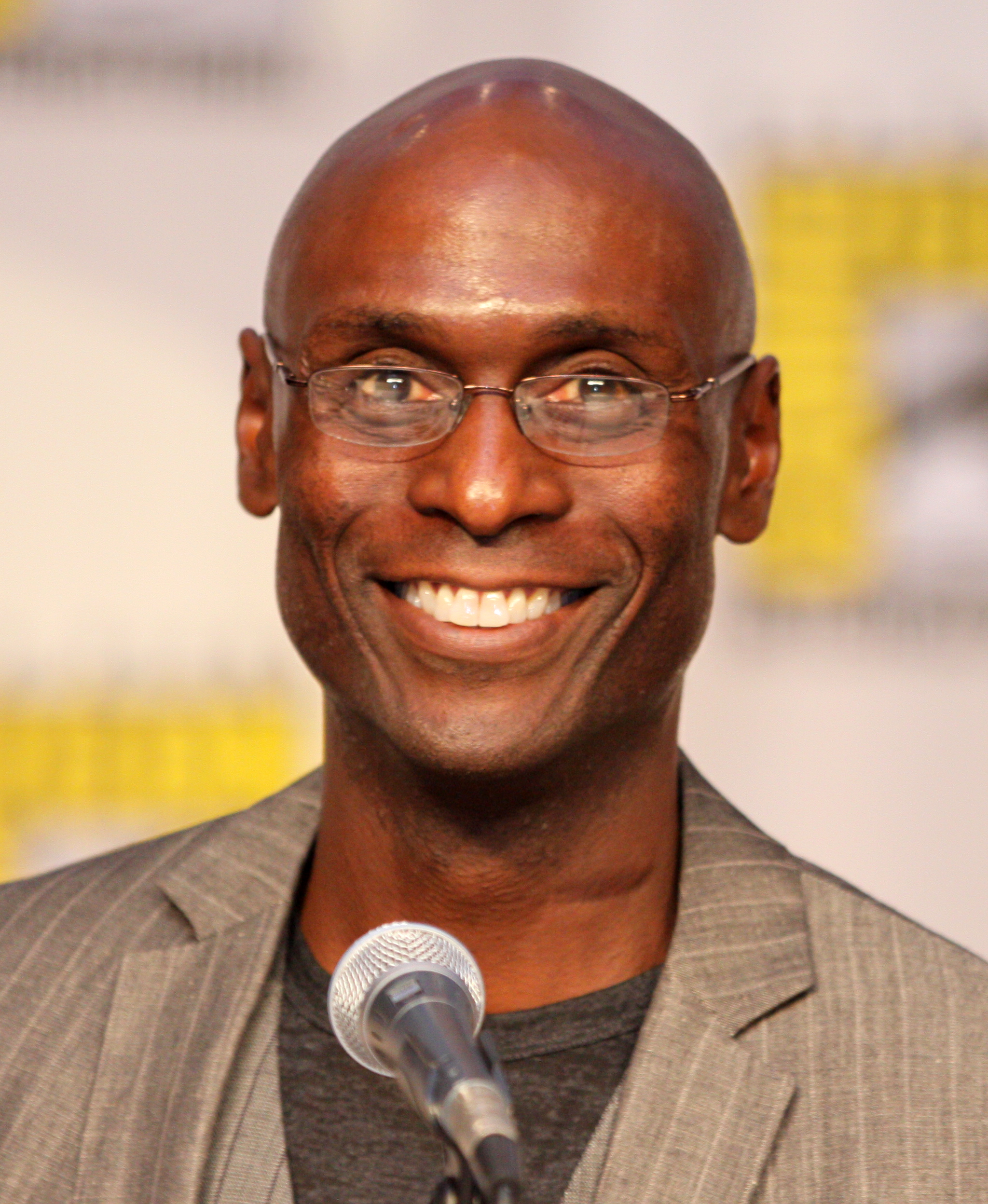
ランス・レディック／3月17日没

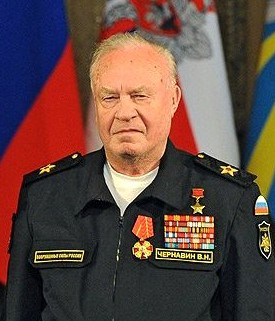
ウラジーミル・チェルナヴィン／3月18日没

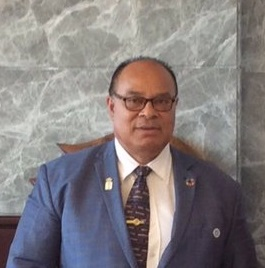
ポヒヴァ・トゥイオネトア／3月18日没

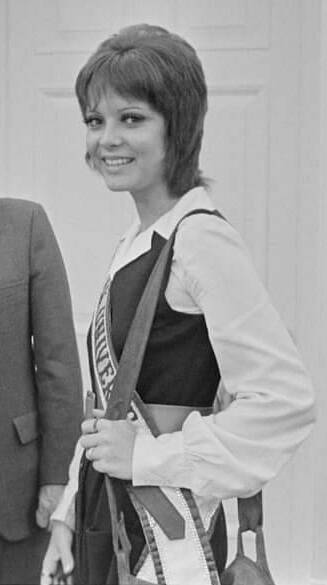
マリソル・マラレ／3月19日没

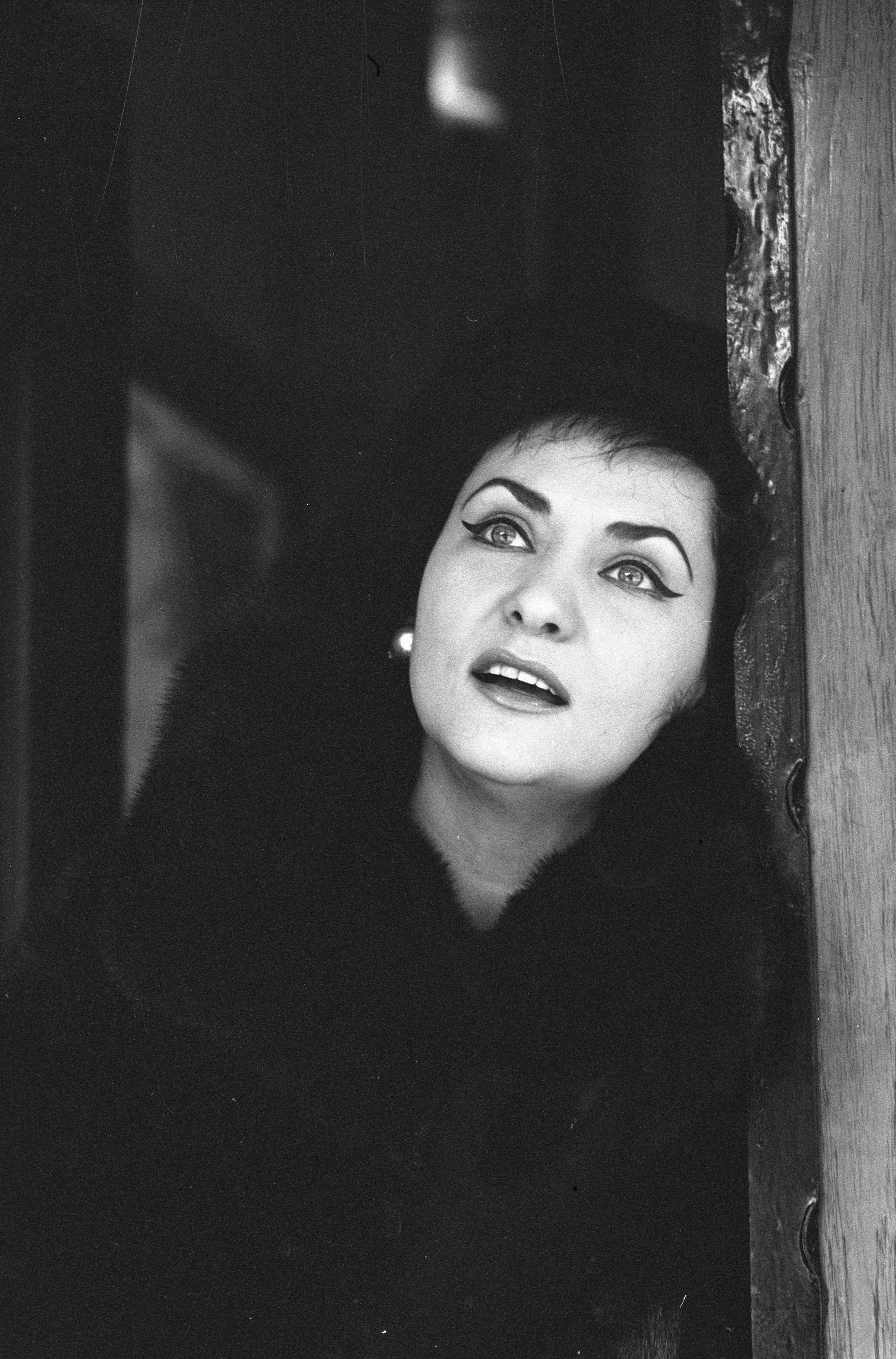
ヴィルジニア・ゼアーニ／3月20日没

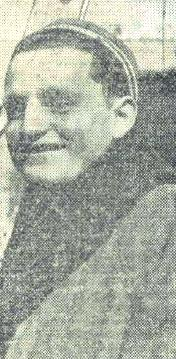
ヤネス・ゴリシェク／3月21日没

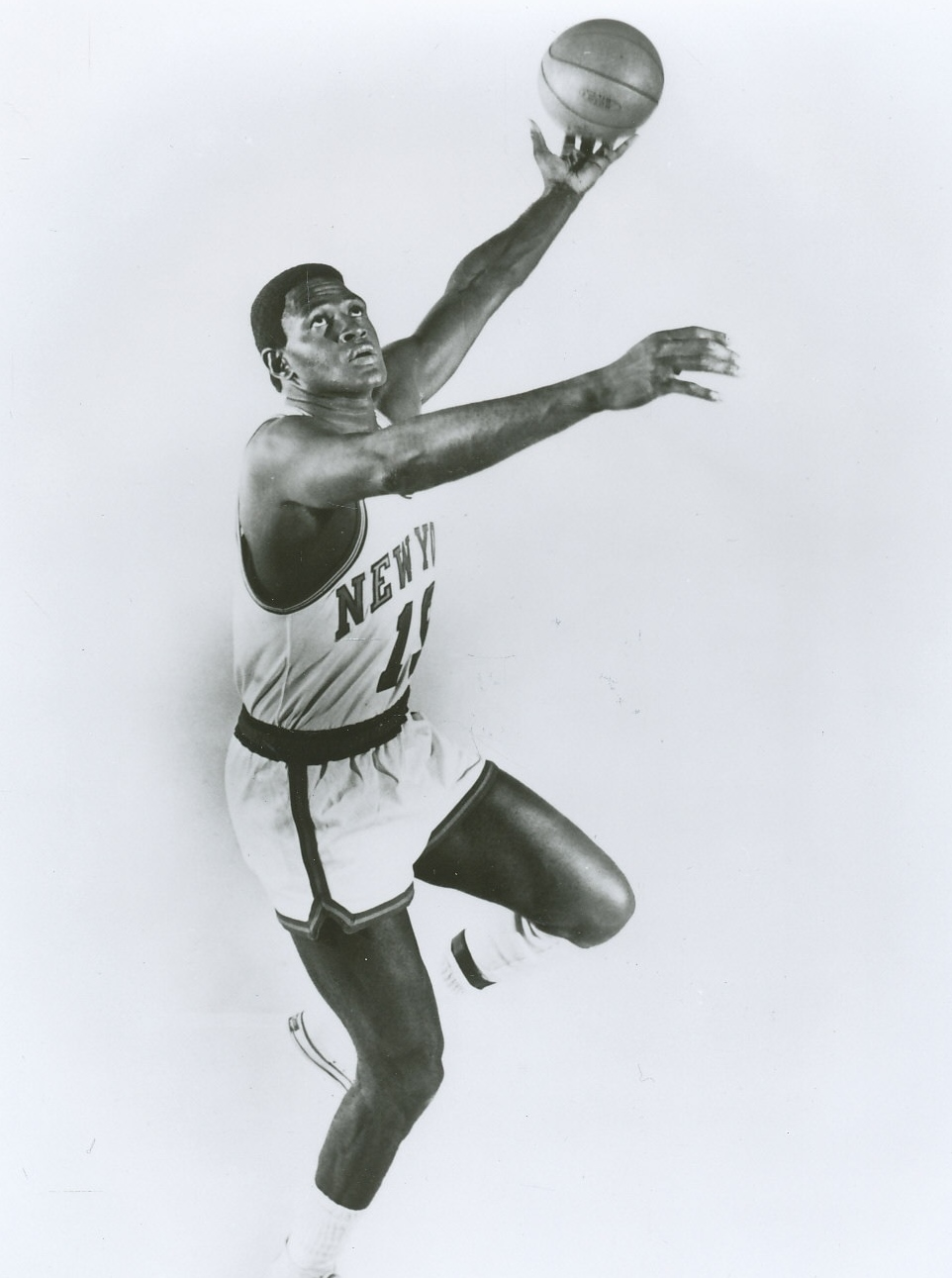
ウィリス・リード／3月21日没

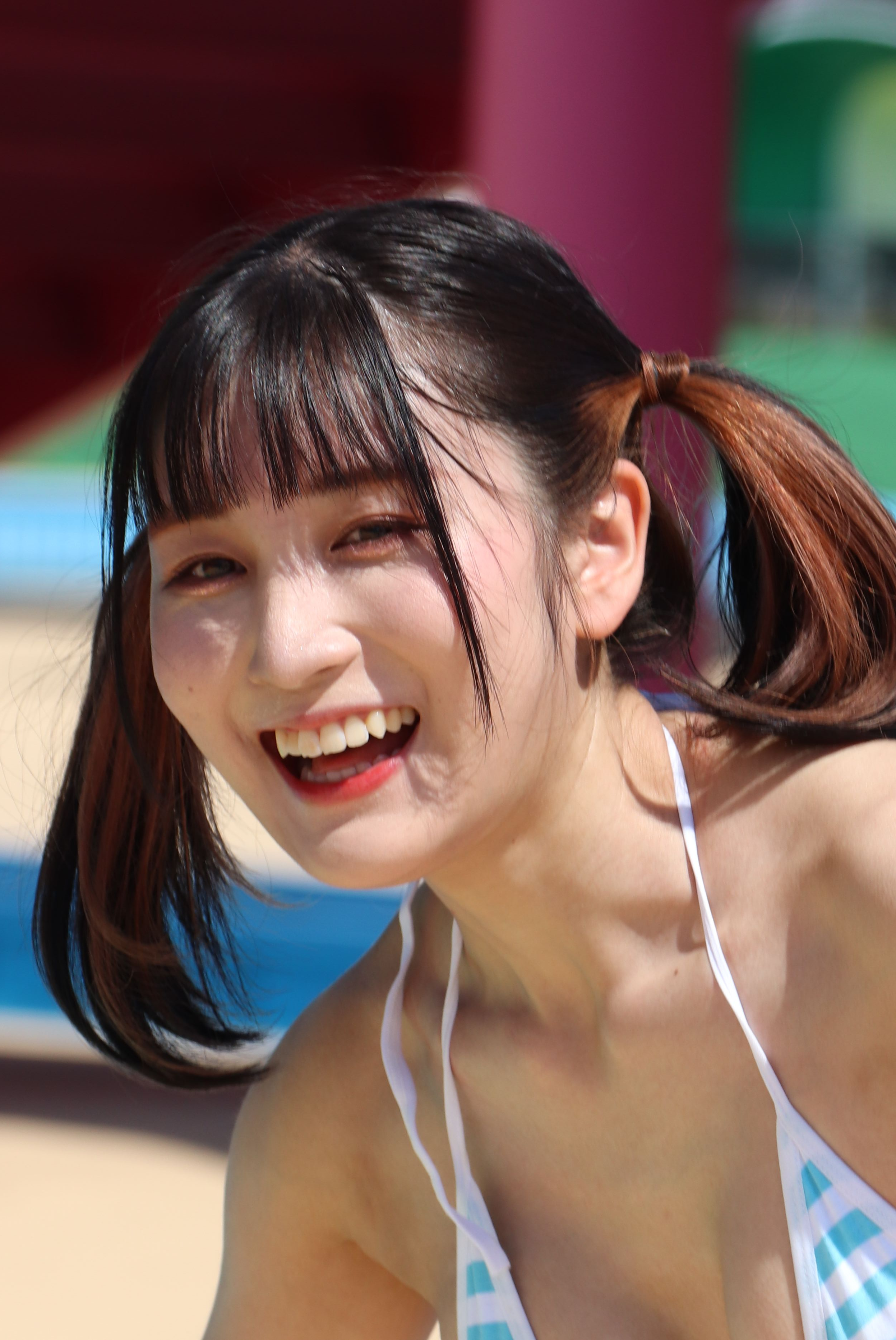
片瀬美月／3月21日没

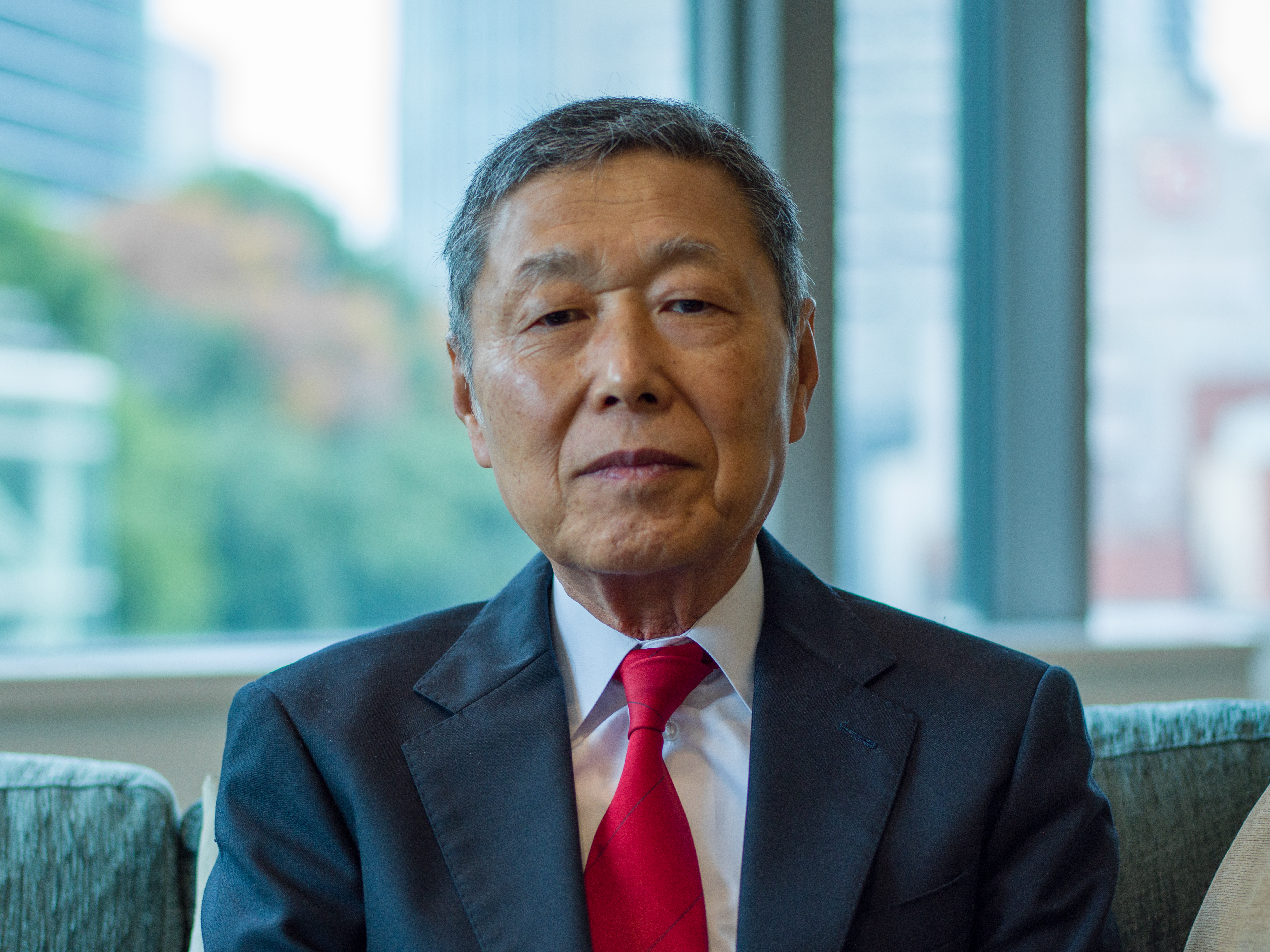
松井孝典／3月22日没

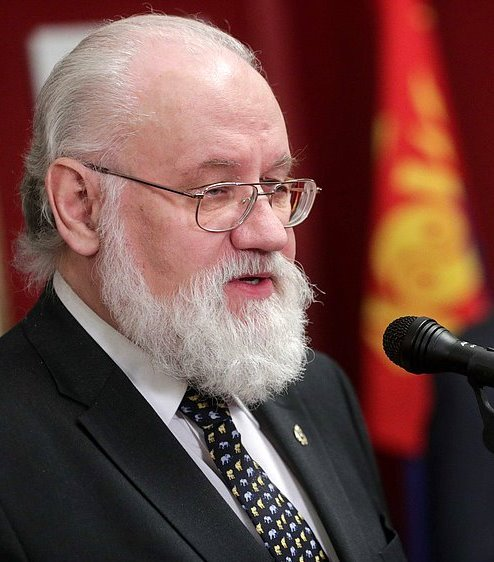
ウラジーミル・チューロフ／3月22日没

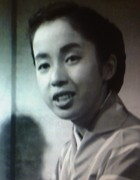
奈良岡朋子／3月23日没

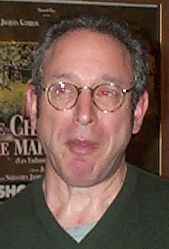
キース・リード／3月23日没

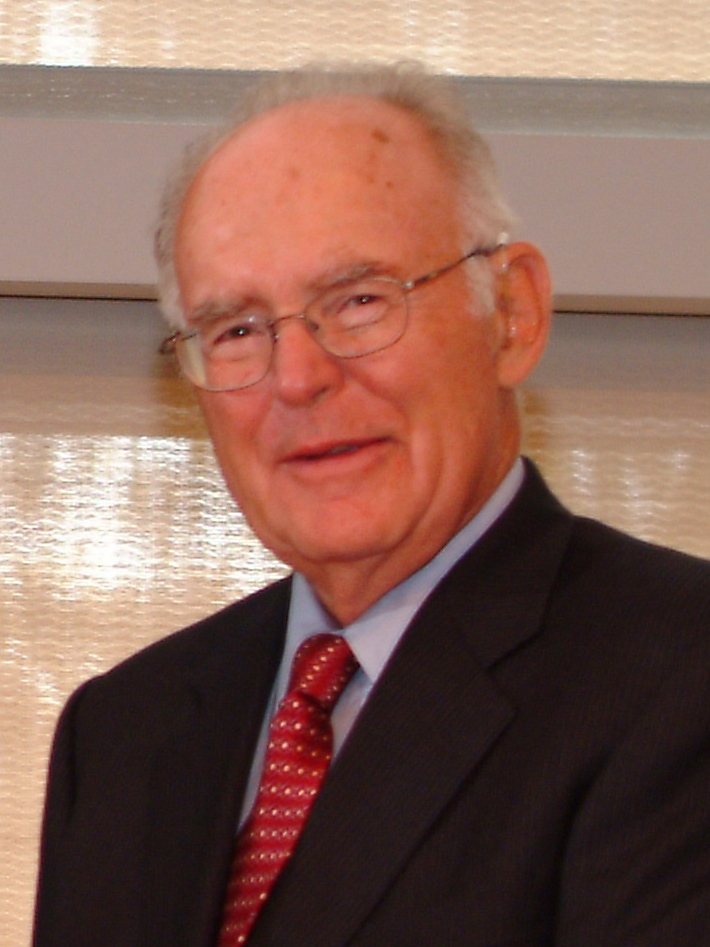
ゴードン・ムーア／3月24日没

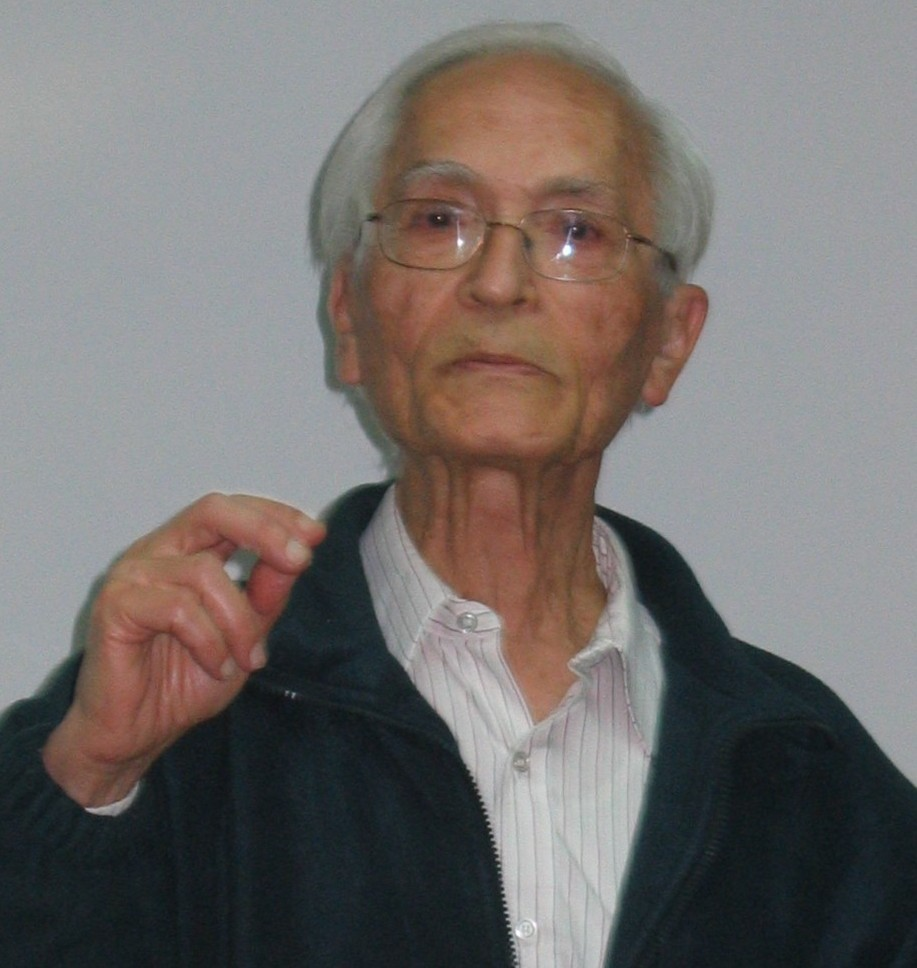
ジェイコブ・ジヴ／3月26日没

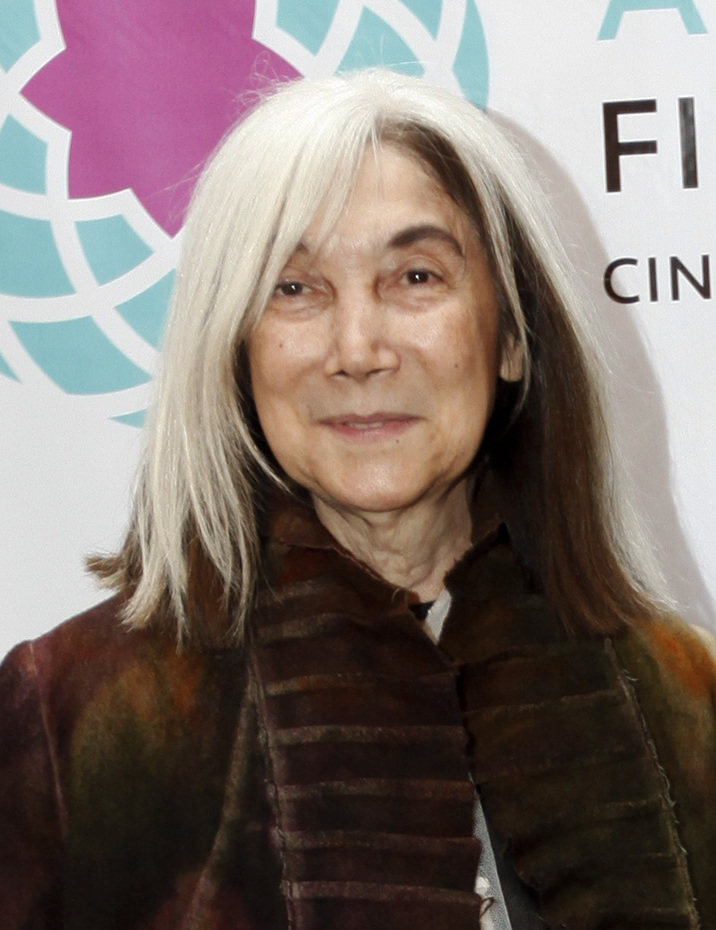
マリア・コダマ／3月26日没

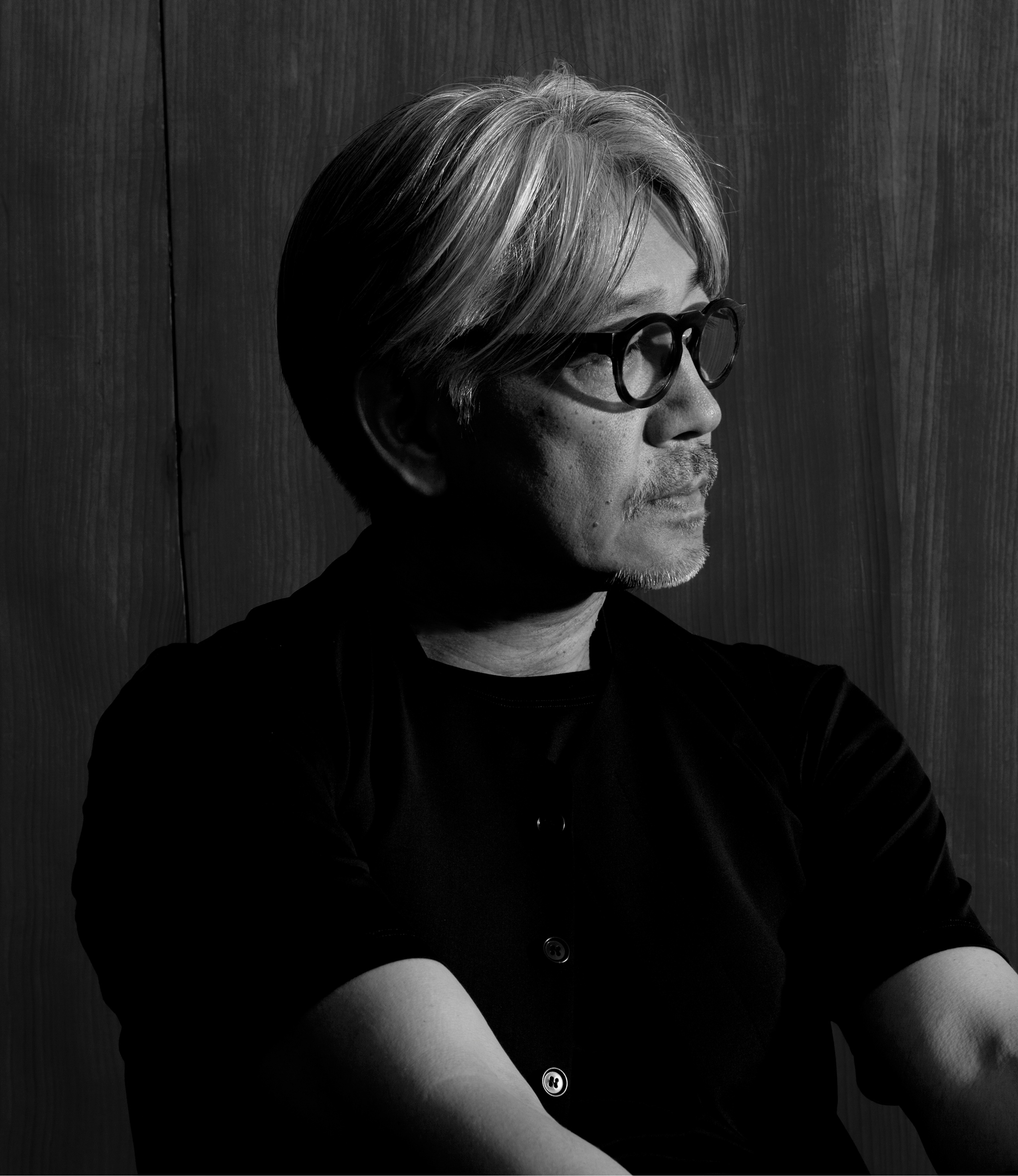
坂本龍一/3月28日没

- 3月16日 - トニー・コー、イギリスのジャズミュージシャン（* 1934年）[145]
- 3月16日 - 豊田誠、日本の弁護士（* 1935年）[146]
- 3月16日 - 富原盛勇、日本の実業家、元琉薬社長（* 1936年?）[147]
- 3月16日 - 関隆志、日本の考古学者、大阪市立大学名誉教授（* 1939年）[148]
- 3月16日 - 小阪憲司、日本の精神科医、医学者、横浜市立大学名誉教授（* 1939年）[149]
- 3月16日 - 丹下セツ子、日本の女剣劇役者（* 1940年）[150]
- 3月16日 - フランコ・ロテッリ、イタリアの精神科医（* 1942年）[151]
- 3月17日 - 蟻田功、日本の医学者（* 1926年）[152]
- 3月17日 - ラウル・セルヴェ、ベルギーのアニメーション作家（* 1928年）[153]
- 3月17日 - ホルヘ・エドワーズ、チリの小説家（* 1931年）[154]
- 3月17日 - ティルマン・ツュルヒ（英語版）、ドイツの人権活動家、被抑圧民族協会創設者（* 1939年）[155]
- 3月17日 - ファジー・ハスキンズ（英語版）、アメリカ合衆国の歌手、元パーラメンツ／パーラメント・ファンカデリック（英語版）メンバー（* 1941年）[156]
- 3月17日 - 田主誠、日本の版画家（* 1942年）[157]
- 3月17日 - ドゥブラヴカ・ウグレシィチ、クロアチア出身のオランダの作家（* 1949年）[158]
- 3月17日 - ランス・レディック、アメリカ合衆国の俳優（* 1962年）[159]
- 3月17日 - 木谷康祐、日本のプロレスラー【鳥取だらずプロレス所属】（* 1974年）[160]
- 3月18日 - ドット・ウィルキンソン、アメリカ合衆国のソフトボール・ボウリング選手（* 1921年）[161]
- 3月18日 - ロバート・リンジー、イギリスの政治家、貴族、第29代クロフォード伯爵（* 1927年）[162]
- 3月18日 - ウラジーミル・チェルナヴィン、ロシアの海軍大将、ソビエト海軍総司令官、海軍元帥、ソ連邦英雄（* 1928年）[163]
- 3月18日 - 加藤多一、日本の児童文学作家（* 1934年）[164]
- 3月18日 - 藤井治芳、日本の建設省官僚、元建設事務次官・日本道路公団総裁（* 1936年）[165]
- 3月18日 - ポヒヴァ・トゥイオネトア、トンガの政治家、会計士、元財務大臣、トンガ王国首相（* 1961年）[166]
- 3月18日（訃報発表日）- EMPTYBOY、日本のミュージシャン（* 生年不明）[167]
- 3月19日 - 後藤陽吉、日本の俳優（* 1930年）[168]
- 3月19日 - ナドベザ・ペーター、クロアチアの元サッカー選手・指導者、元ユーゴスラビア代表（* 1942年）[169]
- 3月19日 - マリソル・マラレ、プエルトリコのモデル、ミス・ユニバース1970優勝者（* 1949年）[170]
- 3月19日 - ジャン＝ジャック・ファビエ（英語版）、ドイツ出身のフランスの宇宙飛行士（* 1949年）[171]
- 3月19日 - ジョン・ラインボー（英語版）、アメリカ合衆国のガンスミス（* 1955年）[172]
- 3月19日 - 權奇弘（朝鮮語版）、大韓民国のプロ野球選手【サムスン・ライオンズなどに所属】（* 1961年）[173]
- 3月20日 - ヴィルジニア・ゼアーニ、ルーマニアのソプラノ歌手（* 1925年）[174]
- 3月20日 - オスヴァルド・エクトル・クルス（英語版）、アルゼンチンのサッカー選手、元同国代表（* 1931年）[175]
- 3月20日 - ポール・グラント（英語版）、イギリスの俳優、スタントマン（* 1966年）[176]
- 3月20日 - ユーリ・ラピクス、モルドバ共和国出身の総合格闘技選手（* 1995年）[177]
- 3月20日 - シャブダ・ペルカサ・ベラワ（英語版）、インドネシアのバドミントン選手（* 2001年）[178]
- 3月21日 - リロイ・ラフェル（英語版）、アメリカ合衆国の実業家、アービーズ共同創業者（* 1926年）[179]
- 3月21日 - フランチェスコ・マセリ（イタリア語版）、イタリアの映画監督、脚本家（* 1930年）[180]
- 3月21日 - クロード・ロリウス（英語版）、フランスの雪氷学者、ブループラネット賞受賞者（* 1932年）[181]
- 3月21日 - ヤネス・ゴリシェク、ユーゴスラビア及びスロベニアの元スキージャンプ選手、建築家、土木技術者（* 1933年）[182]
- 3月21日 - ウィリス・リード、アメリカ合衆国のバスケットボール選手、バスケットボール指導者【ニューヨーク・ニックスなどに所属】（* 1942年）[183]
- 3月21日 - 矢野款一、日本の陶芸家（* 1942年）[184]
- 3月21日 - ピーター・ワーナー（英語版）、アメリカ合衆国の映画監督（* 1947年）[185]
- 3月21日 - クマ原田、日本のベーシスト、音楽プロデューサー（* 1951年）[186]
- 3月21日 - ジュリー・アン・ピータース（英語版）、アメリカ合衆国の作家（* 1952年）[187]
- 3月21日 - 室井尚、日本の美学者、記号学者、横浜国立大学名誉教授（* 1955年）[188]
- 3月21日 - チャールズ・E・バスチェン（英語版）、カナダのアニメーション監督（* 1962年）[189]
- 3月21日 - オレクサンドル・コザレンコ（英語版）、ウクライナの作曲家、ピアニスト（* 1963年）[190]
- 3月21日 - 片瀬美月、日本のタレント、グラビアアイドル（* 1996年）[191]
- 3月22日 - ヴェラ・T・ソス（英語版）、ハンガリーの数学者（* 1930年）[192]
- 3月22日 - 中原典夫、日本の実業家、中原証券会長（* 1940年?）[193]
- 3月22日 - 芹沢俊介、日本の評論家（* 1942年）[194]
- 3月22日 - 松井孝典、日本の惑星科学者、千葉工業大学学長（* 1946年）[195]
- 3月22日 - 団時朗、日本の俳優（* 1949年）[196]
- 3月22日 - トム・リードン（英語版）、アメリカ合衆国のミュージシャン、元マッドクラッチ（英語版）メンバー（* 1952年）[197]
- 3月22日 - ウラジーミル・チューロフ、ロシアの政治家、元ロシア中央選挙管理委員会委員長、元国家院議員（* 1953年）[198]
- 3月22日 - レベッカ・ジョーンズ（英語版）アメリカ合衆国出身のメキシコの女優（* 1957年）[199]
- 3月22日 - ウェイン・スウェニー、アメリカ合衆国のギタリスト、サライヴァ創設メンバー（* 1964年）[200]
- 3月22日 - 水野流転、日本の同人誌漫画家（* 生年不明）[201]
- 3月23日 - 木下東一郎、日本の物理学者、コーネル大学名誉教授（* 1925年）[202]
- 3月23日 - ジェリー・グリーン（英語版）、アメリカ合衆国のスポーツジャーナリスト（* 1928年）[203]
- 3月23日 - 奈良岡朋子、日本の女優、声優、ナレーター、劇団民藝代表（* 1929年）[204]
- 3月23日 - 鈴木恵一、日本の作曲家（* 1931年）[205]
- 3月23日 - 黄宝生（中国語版）、中華人民共和国のサンスクリット語研究者（* 1942年）[206]
- 3月23日 - キース・リード、イギリスの作詞家、元プロコル・ハルムメンバー（* 1946年）[207]
- 3月24日 - 北里達之助、日本の政治家、元熊本県議会議長、元自由民主党熊本県連会長（* 1928年）[208]
- 3月24日 - 高沢正樹（真木桂之助）、日本の実業家、小説家、元新潟放送会長（* 1928年）[209]
- 3月24日 - ゴードン・ムーア、アメリカ合衆国の実業家、工学者、インテル共同創業者、ゴードン・アンド・ベティ・ムーア財団創設者（* 1929年）[210]
- 3月24日 - 成田はる、日本の舞踊批評家（* 1929年?）[211]
- 3月24日 - 藤井知昭、日本の音楽学者、国立歴史民俗博物館・総合研究大学院大学名誉教授（* 1932年）[212]
- 3月24日 - 飯塚定雄、日本の映画光学合成技師（* 1934年）[213]
- 3月24日 - 小高敏夫、日本の実業家、東京エレクトロン創業者（* 1936年）[214]
- 3月24日 - 粟森喬、日本の政治家、実業家、元参議院議員【日本社会党、民主改革連合などに所属】（* 1939年）[215]
- 3月24日 - 尹埴、大韓民国の経済学者、政治家、第10代大韓民国国会議員（* 1939年）[216]
- 3月24日 - クリストファー・ガニング（英語版）、イギリスの映画音楽作曲家（* 1944年）[217]
- 3月24日 - 長沼孝一郎、日本の実業家、元アサツー ディ・ケイ（現ADKホールディングス）社長（* 1945年）[218]
- 3月24日 - 推津順一、日本の実業家、元美和産業（現ソーバル）創業者（* 1946年）[219]
- 3月24日 - 川村晃司、日本のジャーナリスト、元テレビ朝日解説委員（* 1950年）[220]
- 3月24日 - スコット・ジョンソン、アメリカ合衆国の映画音楽作曲家（* 1952年）[221]
- 3月24日 - 二神孝一、日本の経済学者、大阪大学大学院経済学研究科教授（* 1958年）[222][223]
- 3月25日 - 楊秉彝（英語版）、台湾の実業家、鼎泰豊創業者（* 1927年）[224]
- 3月25日 - 大塚久郎、日本の政治家、元新潟県新井市（現・妙高市）市長（* 1928年）[225]
- 3月25日 - 二世菊棚月清、日本の地歌箏曲家（* 1934年?）[226]
- 3月25日 - 安部和春、日本の元プロ野球選手【西鉄ライオンズ・阪神タイガース所属】（* 1940年）[227]
- 3月25日 - パスコアル・モクンビ（英語版）、モザンビークの政治家、第2代首相（* 1941年）[228]
- 3月25日 - 黒土三男、日本の脚本家、映画監督（* 1947年）[229]
- 3月26日 - ヴァージニア・T・ノースウッド（英語版）、アメリカ合衆国の物理学者（* 1927年）[230]
- 3月26日 - ジェイコブ・ジヴ、イスラエルのコンピュータ科学者（* 1931年）[231]
- 3月26日 - ロン・フェイバー（英語版）、アメリカ合衆国の俳優（* 1933年）[232]
- 3月26日 - カール・ヨーゼフ・ローバー（英語版）、ドイツのカトリック教会聖職者、枢機卿（* 1934年）[233]
- 3月26日 - マリア・コダマ、アルゼンチンの作家（* 1937年）[234]
- 3月26日 - ヴォルフガング・シベルブッシュ（英語版）、ドイツの歴史家（* 1941年）[235]
- 3月26日 - イヴァノ・マレスコッティ（英語版）、イタリアの俳優（* 1946年）[236]
- 3月26日 - 麦大傑（中国語版）、香港の映画監督（* 1957年）[237]
- 3月26日 - 三原丹、日本のトランペット奏者（* 1967年?）[238]
- 3月27日 - 荻原和夫、日本の栄養学者、長野女子短期大学元学長（* 1934年）[239]
- 3月27日 - 山本広、日本の実業家、元大気社社長（* 1939年?）[240]
- 3月27日 - ダニエル・コルゼンパ、アメリカ合衆国のオルガン奏者、ピアノ奏者（* 1944年）[241]
- 3月27日 - ペギー・スコット・アダムス（英語版）、アメリカ合衆国のブルース・R&Bシンガー（* 1948年）[242]
- 3月27日 - ジョセリン・マーロック（英語版）、カナダの作曲家（* 1969年）[243]
- 3月28日 - 黒羽亮一、日本の教育学者、日本経済新聞社友（* 1928年）[244]
- 3月28日 - マルガレータ・ストルムステット（英語版）、スウェーデンの作家、ジャーナリスト、翻訳家（* 1931年）[245]
- 3月28日 - 齋藤愼爾、日本の俳人、編集者、文芸評論家（* 1939年）[246]
- 3月28日 - 孫毓敏（中国語版）、中華人民共和国の京劇女優（* 1940年）[247]
- 3月28日 - 丹波ひろし、日本の演歌歌手（* 1947年?）[248]
- 3月28日 - 坂本龍一、日本の作曲家、編曲家、ピアニスト、俳優、音楽プロデューサー（* 1952年）[249]
- 3月28日 - 久保龍馬、日本のギタリスト、スカバンド「THE REDEMPTION」メンバー（* 生年不明）[250]
- 3月29日 - 所山花、日本の俳人（* 1927年）[251]
- 3月29日 - 郭明優、日本の実業家、台湾料理料理人、味仙創業者兼会長（* 1940年）[252]
- 3月29日 - 寺田吉孝、日本の民族音楽学者、国立民族学博物館名誉教授（* 1954年）[253]
- 3月29日 - スウィート・チャールズ・シェレル（英語版）、アメリカ合衆国のベーシスト、ジェームス・ブラウンバンドメンバー（* 1943年）[254]
- 3月29日 - 鯉沼雄介、日本の実業家、株式会社グレイ・パーカー・サービス創業者兼代表取締役（* 1977年?）[255]
- 3月30日 - 橘家二三蔵、日本の落語家【落語協会所属】、俳優（* 1945年）[256]
- 3月30日 - 高際澄雄、日本の英米文学者、宇都宮大学名誉教授（* 1949年）[257]
- 3月30日 - レイ・シャルマン（英語版）、イギリスのベーシスト、元ジェントル・ジャイアントメンバー（* 1949年）[258]
- 3月30日 - 山下晃彦、日本の演出家（* 1960年または1961年）[259]
- 3月30日 - 野原雅也、日本の競輪選手（* 1994年）[260]
- 3月31日 - 岩崎ちえ、日本の女優（* 1930年）[261]
- 3月31日 - ラビー・ナマリウ（英語版）、パプアニューギニアの政治家、第5代首相（* 1947年）[262]
- 3月31日 - 小浜逸郎、日本の批評家（* 1947年）[263]
- 3月31日 - フリスト・ジフコフ（英語版）、ブルガリアの俳優（* 1975年）[264]
- 3月31日 - ヴィタリー・メリノフ（英語版）、ウクライナのキックボクサー（* 1990年）[265]